# Traite négrière et esclavage dans l'Empire colonial néerlandais

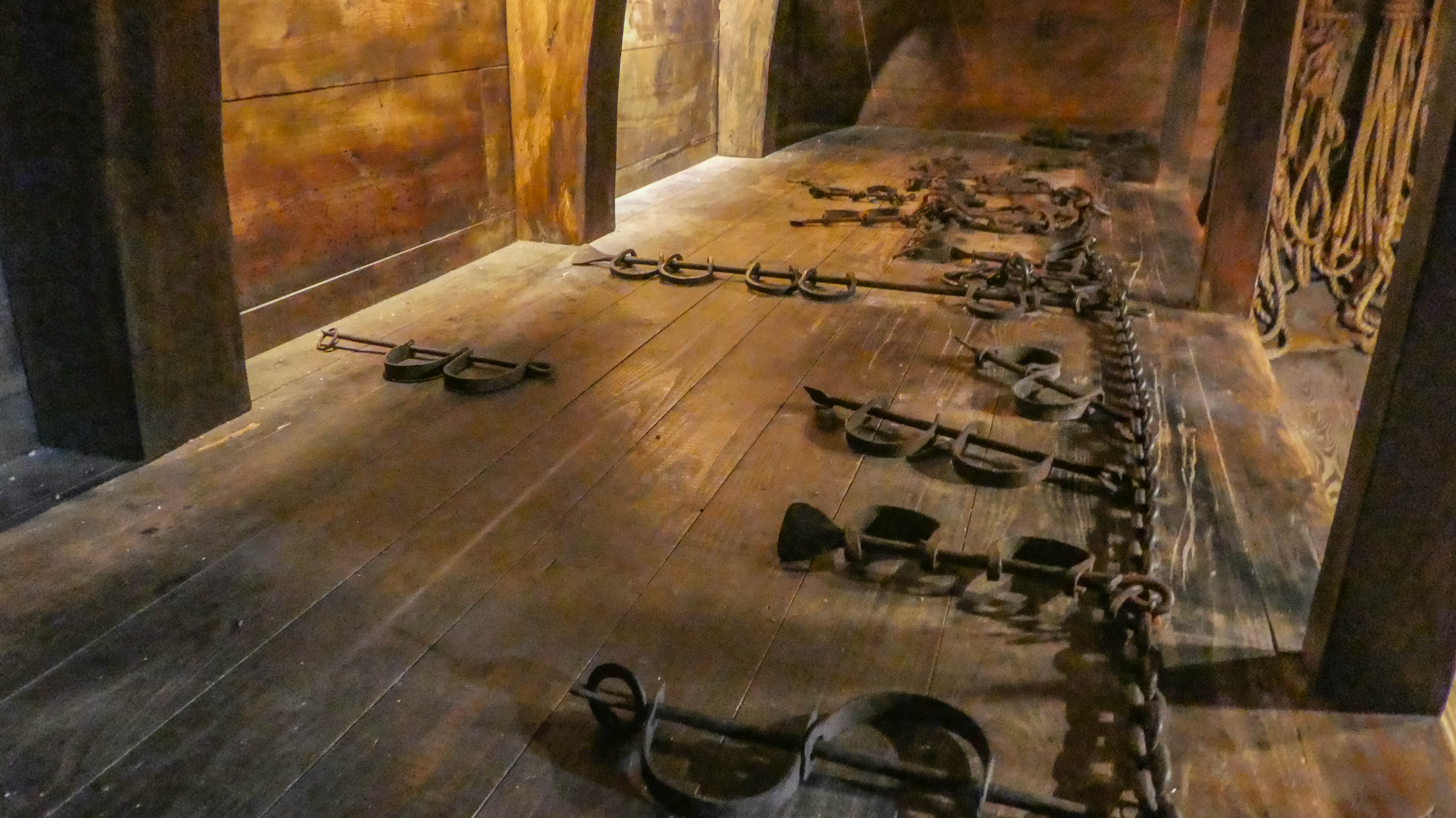
Fers au musée de l'esclavage de Willemstad (Curaçao).

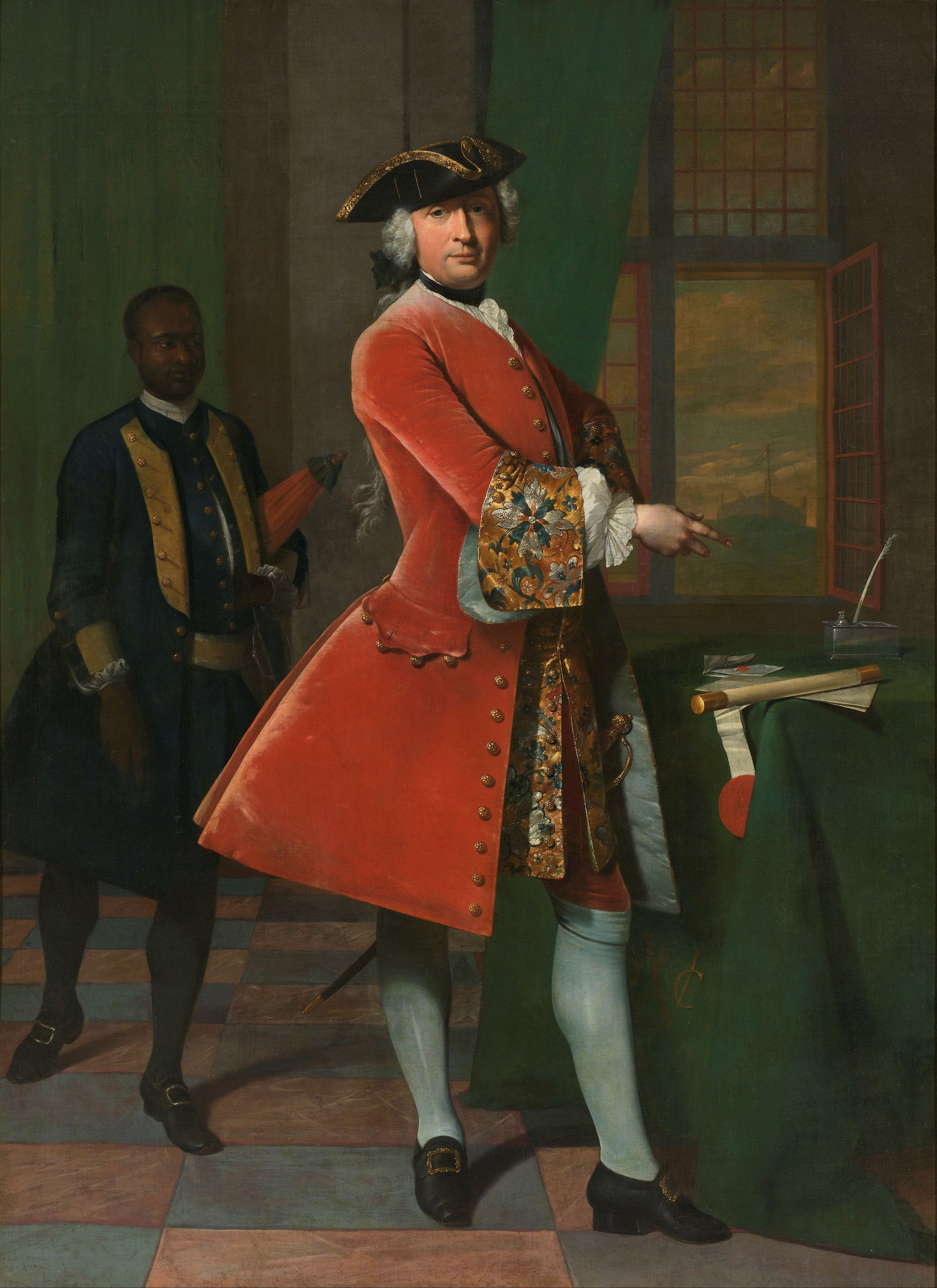
Jan Pranger, négrier et administrateur colonial néerlandais du XVIIIe siècle, dans son bureau du fort de traite d'Elmina, 1742.

La Traite négrière et l'esclavage dans l'Empire colonial néerlandais désigne la participation néerlandaise à la traite négrière occidentale, ainsi que la pratique de l'esclavage dans leurs  colonies.
Avec 544 000 Africains déportés, les Provinces-Unies, puis les Pays-Bas, occupent le cinquième rang des puissances négrières européennes, derrière le Portugal, le Royaume-Uni, l'Espagne et la France.
Selon les recherches de l'historien barbadien Hilary Beckles (en), les Néerlandais qui ont dû fuir le Brésil entre 1641 et 1645 ont contribué à créer dans l'île de la Barbade une forte croissance de la production de sucre et ainsi une nouvelle demande pour la traite négrière et l'esclavage, jusque-là surtout répandus dans l'Empire colonial portugais, et qui a dans un premier temps été résolue surtout par le recours à des engagés blancs.

## Première moitié duXVIesiècle

### Les obstacles éthiques et idéologiques
La traite négrière, que le pasteur Martin Luther King va beaucoup plus tard évoquer, dans les années 1960, comme un « holocauste noir », sont d'abord des pratiques de l'Empire portugais tandis que dans l'Empire hollandais, cette pratique et celle de l'esclavage sont vigoureusement critiquées au cours de toute la période pré-1640.
Lors du siècle précédent, elles ne s'installent que progressivement. Environ 1700 Africains sont déportés sur la totalité de la première moitié du XVIe siècle, dont la moitié sur l'archipel de Sao Tomé-et-Principe.

#### Les critiques de Guillaume le taciturne
Guillaume le taciturne, leader historique de la révolte des Pays-Bas espagnols, puis père et premier souverain du nouvel État néerlandais, dans son Apologie", publiée en décembre 1581, accuse le Roi d'Espagne Philippe II, fils de Charles Quint, d'être responsable de la mort  d'au moins « vingt millions d'Amérindiens », parmi lesquels ceux réduits en esclavage.
En 1596, un navire négrier portugais est pris par les hollandais et ramené à Middeburg. Les 130 Africains à bord sont symboliquement libérés mais leur sort ultérieur n'est pas documenté. En 1606, les ventes d'esclaves sont toujours interdites chez les Néerlandais et un autre corsaire ayant pris un navire négrier portugais doit les céder à un navire anglais.

#### L'opposition de Dierick Ruiter et Willem Usselincx
Dierick Ruiter, capitaine de navire hollandais, le « pilote de Middelburg », fut l'un des fondateurs de la Compagnie néerlandaise des Indes occidentales et l'auteur de plusieurs ouvrages décrivant les grands voyages des marins hollandais. Avec Willem Usselincx, autre cofondateur de la Compagnie en 1621, il fut l'un des farouches opposants à toute implication de la Compagnie néerlandaise des Indes occidentales dans le trafic d'esclaves, en faisant valoir sa bonne connaissance des pratiques dans l'empire portugais, à la suite de ses voyages sur les côtes du Sénégal et d'Angola dès 1612, puis au Brésil en 1617.
Dans son ouvrage paru en 1623, Le flambeau de la marine, Dierick Ruiter dénonce cette pratique: "On gagne de l'argent de façon scandaleuse en vendant et en achetant des êtres humains", dans l'empire portugais. Dans un autre livre publié en 1623, il décrit les côtes de part et d'autre de l'Atlantique au début de 1618, lors d'une la traversée du Brésil au Congo, racontant l'usage de farine de mantiocque, utilisée pour faire le « pain du Brésil » consommé durant la traversée. Cette farine était très appréciée des indigènes car en Angola, il pousse peu de produits qu'on pourrait employer comme (...) pain.
La Compagnie néerlandaise des Indes occidentales a pour but exclusif à sa création la piraterie contre les Empires espagnols et portugais réunis dans l'Union ibérique, afin de lui faire perdre la guerre de Trente Ans, commencée en 1618. Les possessions portugaises, calculait Amsterdam, seraient le talon d'Achille, et l'Espagne sacrifierait sa propre défense au profit de la protection de ses domaines américains,. Ainsi, le 10 mai 1624, peu après sa création la WIC consacra le meilleur de son attention au Brésil  par une expédition de 35 navires dont 13 appartenant aux Provinces-Unies, sous le commandement de l' amiral Jacob Willekens qui ont attaqué et conquis la capitale, ce qui amène l'Espagne à réagir dès l'année suivante par la Reconquête de Bahia via une puissante flotte de 52 navires avec environ 12 000 hommes sous le commandement de D. Fadrique de Toledo Osório, marquis de Villanueva de Valduesa, et le général portugais Manuel de Meneses, pour expulser les envahisseurs hollandais le 1er mai 1625,.

#### L'œuvre de Gerbrand Adriaenszoon Bredero
Les opposants à l'esclavage, soutenus par l'Église réformée des Pays-Bas et inspirés par les pièces de théâtre et chansons du dramaturge Gerbrand Adriaenszoon Bredero, auront plus de mal à faire respecter leurs principes à partir de la seconde partie du XVIIe siècle.
Gerbrand Adriaenszoon Bredero(1585-1618), dramaturge et poète spécialiste de la chanson burlesque en langage populaire, originaire d'Amsterdam, artiste majeur du Siècle d'or néerlandais, imprégné de l'esprit de la fin de la Renaissance, fut l'un des opposants les plus connus à l'esclavage, alors interdit en Hollande et pratiqué dans l'empire portugais. Il a fustigé dans l'une de ses pièces Moortje, écrite en 1615, peu avant sa mort cette pratique, également dénoncée par l'Église réformée hollandaise.

### Guyane et Caraïbe, premières implantations
Les possessions hollandaises dans les régions de l'ensemble Guyane-Suriname et de la Caraïbe, anciennes, ne comportent à leur début aucune trace d'esclavage, les premières traces de ces pratiques n'apparaissant qu'à la fin des années 1650 à Curaçao et au Suriname.
La colonie d'Essequibo, d'abord appelée Pomeroon est détruite par les Amérindiens et les Espagnols en 1596. Menés par Joost van der Hooge, membre de la confrérie Bentvueghels, les commerçants zélandais s'installent en 1613, sur Fort Hoog, une île nommée Kyk-over-al dans l'estuaire, à 25 kilomètres de l'océan, qui devient en 1621 l'un des sièges de la Compagnie néerlandaise des Indes occidentales puis en 1638 de sa section zélandaise: on y cultive du cacao, de l'indigo et du coton avec des colons blancs de Middelburg, Veere et Flessingue implantés à partir de 1624. Adriaan Groenewegen (nl) y épouse la fille d'un chef caraïbe.
En 1626, une colonie de 500 personnes venues de La Rochelle cultive la Saramacca avant de fuir en 1629 puis revenir dix ans plus tard à 400, pour trois ans et d'être exterminés par les Amérindiens. En 1643, 300 Anglais s'installent et connaissent le même sort.

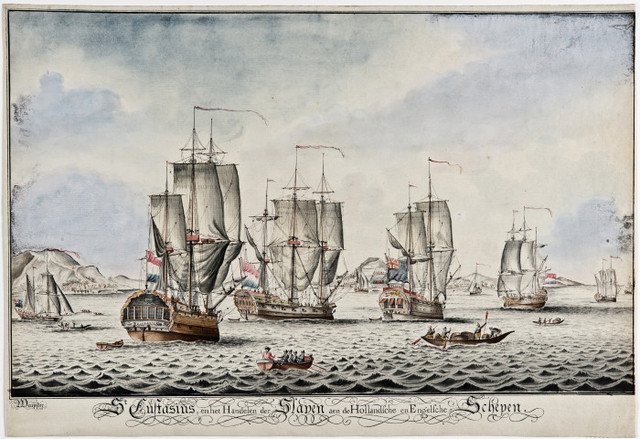
Navires négriers néerlandais et anglais devant la colonie néerlandaise de Saint-Eustache, 1763.

Dans les Antilles néerlandaises, à partir de 1627, les Néerlandais effectuent diverses reconnaissances à la recherche de salines naturelles, avant d'installer en juillet 1631 une petite garnison de trente hommes et quatre canons sur une presqu'île de Saint-Martin, qui est harcelée par les Espagnols puis mise sous contrôle de l'île de Saint-Eustache colonisée en 1636, par la chambre de Zélande de la Compagnie néerlandaise des Indes occidentales. D'autres petites îles sont annexées militairement à la même époque mais pas réellement colonisées.
En 1634, une escadre de six vaisseaux sous le commandement de Joannes van Walbeeck et Pierre le Grand, installe un gouverneur et 38 colons européens sur l'île de Curaçao, où vivent quelque 400 Amérindiens. Dans les années suivantes, la Compagnie néerlandaise des Indes occidentales oblige ses corsaires à rapporter à Curaçao tout butin acquis aux dépens des Espagnols. Le gouverneur néerlandais Matthias Beck signale une demande des Espagnols en Espagne, mais l'île n'accueille aucun esclave avant 1658.

### Brésil et Angola

#### Débuts de la guerre de Trente Ans en 1618
La guerre de Trente Ans a démarré en 1618, incitant l'État néerlandais à tenter de bloquer la production de sucre et de métaux précieux qui « financent l'armée espagnole en Europe ». C'est l'objectif en 1621 de la création de la Compagnie néerlandaise des Indes occidentales (WIC), dont la fondation va de fait compromettre la position commerciale avantageuse de certains marchands des Pays-Bas qui recyclaient le sucre espagnol et portugais vers le reste de l'Europe.
Il s'agit pour cette la Compagnie néerlandaise des Indes occidentales de harceler la filière du sucre portugaise, de l'Angola au Brésil, par la piraterie en Mer comme par l'attaque des ports.

#### L'attaque de l'Angola portugais
D'Angola, plusieurs milliers d'esclaves étaient exportés chaque année vers les mines et plantations de l'Amérique, dont un tiers vers le Brésil, rapportant 1 million en impôts à l'Espagne. Le Brésil est d'abord une étape vers Buenos-Aires, d'où les esclaves remontent le fleuve en bateau puis finissent le voyage en charriots de bois vers la mine d'argent géante du Potosí, dans l'actuelle Bolivie. Le journal "Mercure françois" de Théophraste Renaudot, qui avait Richelieu et Louis XIII comme principaux protecteurs, décrit ainsi la Baie de Salvador de Bahia lors du conflit de 1624 entre Hollandais et Portugais pour sa possession, comme « autant importante voire plus aux Castillans qu'aux Portugais ». Au passage, le Brésil capte une part croissance des esclaves pour devenir la première colonie sucrière du monde.
Une part importante du sucre brésilien produit par les Portugais au cours des deux premières décennies du XVIIe siècle avait été négociée sur la bourse d’Amsterdam, d'où les réticences des marchands d'Amsterdam quand les Hollandais ont commencé à harceler les possessions portugaises au début début des années 1620.
Mais en 1624, le roi d'Angola Amband mourut de causes mystérieuses et propose peu avant que la princesse Njinga lui succède. La nouvelle de son accession au trône d'Angola et de son opposition aux déportations d'esclaves déclenche des fuites d'esclaves de Luanda pour aller se réfugier sur les îles de Quindonga, sur le fleuve Kwanza,. Sa rivale à la cour de Dongo, Hari qui était opposée à un leadership féminin, jura allégeance aux Portugais. En 1624 aussi, les Néerlandais tentent de s'emparer de Luanda deux fois, après la prise de Salvador de Bahia, au Brésil, via deux expéditions, menée par Philip van Zuylen puis Piet Heyn.
En juin 1641, l'ambassadeur Tristao de Mendonça Furtado signe une trêve de 10 ans avec le gouvernement néerlandais, mais le 26 août 1641, une flotte de huit navires permet aux Hollandais avec l'aide du Royaume du Congo et de la princesse angolaise Njinga. L'expédition n'attaque pas Massangano, où la garnison et la population portugaises s'étaient réfugiées), mais conquiert Benguela, São Tomé, et Axim, sous la direction du corsaire Cornelis Jol qui y a succombé et le plus grand fort portugais, Luanda, capitale de la colonie, après ceux d’Arguin (1633) et d’Elmina (1637).
Les Pays-Bas ont alors préféré créer un district sud de la côte africaine avec pour capitale Luanda, englobant l'Angola et São Tomé. L'alliance entre Njinga et les Hollandais marque des points au cours de la guerre luso-hollandaise entre 1641 et 1643, lors des batailles du Dembos et de la rivière Bengo. Cette alliance oblige les Portugais à fuir et se réfugier dans l'intérieur des terres dans leur fort de Massangano. Les Africains profitent de leur affaiblissement face aux Hollandais pour les attaquer et les assiéger.
L'une des réalisations les plus notables de la princesse Ginga fut d'ouvrir le royaume aux esclaves qui s'étaient échappés des colons portugais. Par la suite, les Portugais décident d'expéditions de rétorsion contre eux, profitant de la nouvelle d'un traité de Paix signé en Europe entre Portugal et Pays-Bas, ennemis de la guerre de Trente Ans. Mais le traité local est contourné par les Hollandais, qui en profitent pour tuer une quarantaine de Portugais, emprisonner 120 autres dont les principaux dirigeants, et les poursuivre jusqu'au fort de Massangano.
Un nouveau gouverneur, Francisco de Soutomayor, arrive de Lisbonne et débarque dans la colonie portugaise de Benguela-Velha, un peu plus au Sud, à l'embouchure de la rivière Catumbela, d'où il prépare une nouvelle expédition et parvient à vaincre la Reine Ginga, causant près de 2 000 morts parmi ses troupes, ce qui amène la Reine Ginga à demander les secours d'autres peuples hollandais et des Africains.
Les hollandais conserveront Luanda jusqu’en 1648 après que Willem Usselincx, fondateur de la Compagnie néerlandaise des Indes occidentales décède en 1647. Cette année-là, le royaume du Congo participe à la dernière campagne réussie contre les Portugais, en gagnant la bataille de Kombi (en), qui cause des milliers de morts. Ensuite, en 1648, les colons de Rio de Janeiro et leur conseil municipal financent une expédition massive contre les Hollandais de Luanda et Massangano, avec 900 hommes sur 15 vaisseaux, car ils estiment que leur colonie n'aura plus de valeur sans le flux d'esclaves arrivant de l'Angola.
Les portugais perdent 163 hommes dans une première escarmouche mais le 15 août 1648, le corps expéditionnaire de 1 100 soldats mercenaires hollandais, français et allemands doit capituler face au Portugal. La campagne dura de 1648 à 1652, récupérant l'Angola et l'île de São Tomé aux Portugais.
En 1661, le deuxième traité de paix de La Haye est signé. Le Portugal accepte ses pertes en Asie et s'engage à payer huit millions de florins, soit l'équivalent de 63 tonnes d'or, en compensation de la reconnaissance par les Hollandais de la souveraineté portugaise sur le nord-est du Brésil, payés en plusieurs fois, sur quarante ans et sous la menace d'une invasion par la Marine hollandaise.

#### Le Brésil hollandais des années 1630-1648
La doctrine néerlandaise sur la traite négrière et l'esclavage ne change pas après l'attaque du Brésil portugais en 1630, menée par une flotte militaire de 67 vaisseaux, six ans après la première offensive de 1624. Elle est suivie par une guerre sanglante : les colons portugais, repliés dans certaines zones, harcèlent les hollandais, qui ont détruit les deux tiers de leurs moulins à sucre. Cette guerre ruine a Compagnie néerlandaise des Indes occidentales les recettes de la piraterie contre l'Espagne et le Portugal, estimés à 30 millions de florins, ne couvrent que deux tiers des 45 millions de florins du coûts de l'armement et de la guerre,. Elle n'a pas distribué de dividendes depuis 1628, lorsque Piet Heyn avait capturé la flotte d'argent espagnole,. Sa dette accumulée auprès des actionnaires dépasse 18 millions de florins,. Une partie d'entre eux, des bourgeois d'Amsterdam, veulent la paix avec les Portugais, en échange de l'ouverture du commerce avec les possessions de l'Amérique espagnole, et certains proposent de profiter aussi de la culture du sucre pour tenter de rembourser

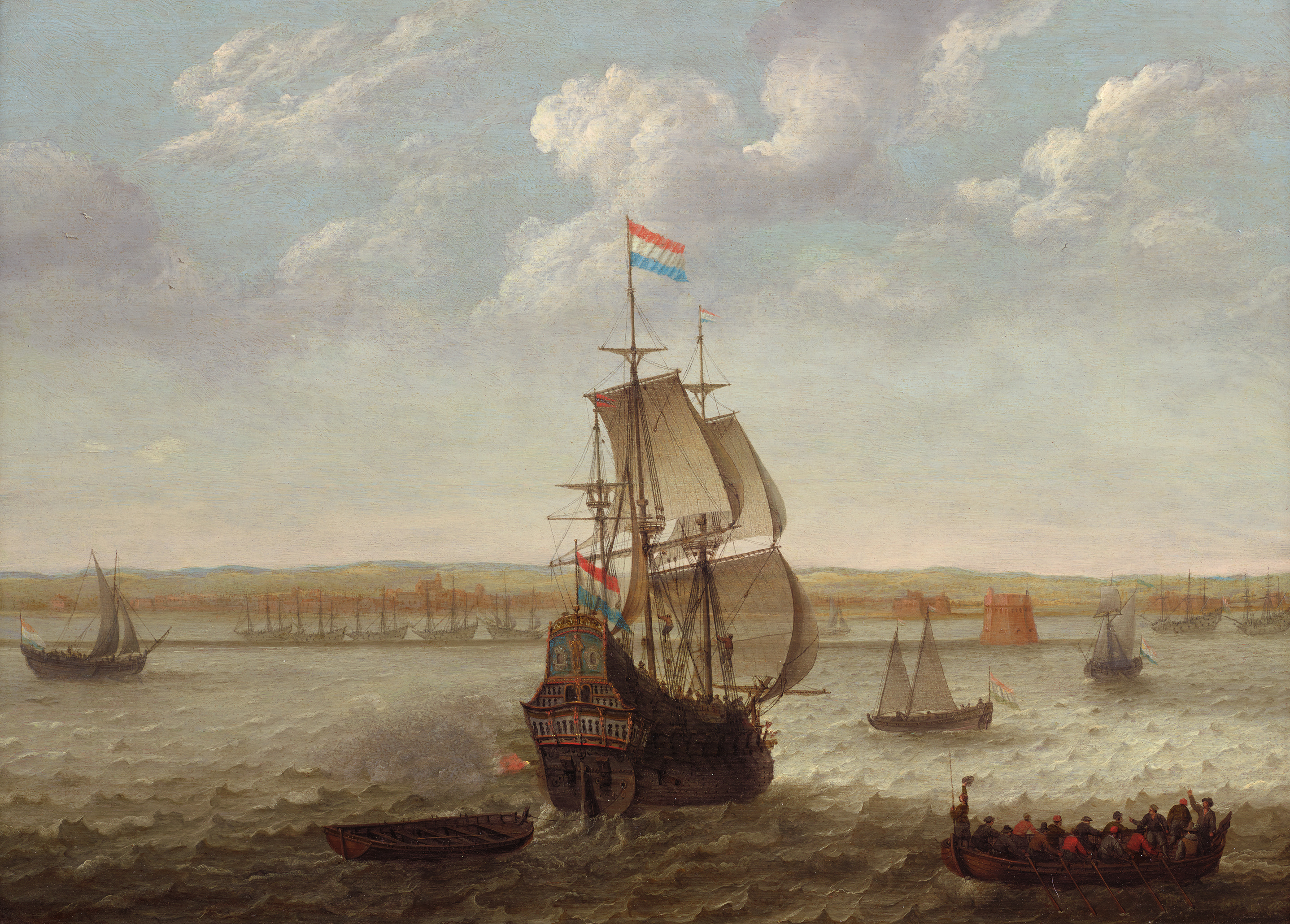
Navire néerlandais dans la rade de Recife au Brésil, 1640.

Jean-Maurice de Nassau-Siegen, est ainsi nommé nouveau gouverneur du Brésil,. Il arrive à Recife le 23 janvier 1637, où il se fait construire un Palais et met en œuvre une réforme administrative pour réactiver le système sucrier, dont la quasi-totalité des 150 plantations du Brésil néerlandais ont été détruites par la guerre, provoquant la fuite de 15 000 habitants, dont un tiers d'esclaves.
La WIC refusant de rétablir les droits des grands propriétaires Luso-Brésiliens, Jean-Maurice de Nassau-Siegen tente de créer une classe moyenne rurale (maîtres sucriers, contremaîtres, artisans, producteurs de denrées alimentaires) et dans ce but fait vendre aux enchères les plantations portugaise en friche à un prix moyen de 30 000 à 40 000 florins, ce qui permet de collecter 2 millions de florins et d'accueillir au Brésil des juifs et protestants, en promouvant la liberté de culte, en leur faisant miroiter la hausse des prix du sucre causée par la pénurie découlant de la destruction des moulins à sucre. La WIC lance aussi une politique de crédit pour attirer de nouveaux acquéreurs. Les États généraux des Pays-Bas ratifient aussi en avril 1638, malgré l'opposition de la WIC, une nouvelle politique de libre-échange permettant aux plantations de sucre de vendre plus facilement leur future production.
En attendant l'arrivée de ces nouveaux planteurs, des Portugais se rallient aux Néerlandais, et la Compagnie néerlandaise des Indes occidentales (WIC) est aussi de contrainte de nommer une commission chargée d'étudier les demandes de colons qui veulent importer des esclaves au Brésil, dont la trace existe dans les archives mais pas la décision prise.
Au Brésil, la reprise des cultures et la liquidation des stocks ont fait rechuter les prix du sucre à partir de 1638. Celle-ci s'accentue dans les années 1640 et se répercute sur la valeur des prix de l'immobilier à Recife, qui baisse d'un tiers en quelques années, alors qu'ils flambent à la Barbade. S'y ajoutent la paralysie causée par l'attaque du Brésil par l'armada luso-espagnole en 1640 même si les flottes portugaise et espagnole sont presque entièrement détruites par les Hollandais au large d'Itamaracá (12-17 janvier 1640), puis des inondations et une épidémie de variole importée d'Angola lors de la récolte de 1641-1642. En quatre ans, le trafic maritime avec les Pays-Bas revient de 56 à 14 navires par an, faisant gonfler la dette des cultivateurs de canne envers la WIC à 5,7 millions de florins. À peine relancée, la production de sucre rechute, divisée par deux entre 1641 et 1645.
En juin 1644, des faillites sont enregistrées à Amsterdam, où doit revenir le gouverneur hollandais du Brésil Jean-Maurice de Nassau-Siegen, ses dépenses somptueuses alarmant les directeurs parcimonieux de la WIC, qui ont commencé à exiger le règlement des dettes des planteurs défaillants. Ce nouveau virage indispose les planteurs du Brésil qui se rallient à insurrection de Pernambucana de 1645, menée par le militaire et planteur de sucre João Fernandes Vieira qui mène contre le pouvoir hollandais les deux batailles des Guararapes (1648 et 1649).

### Les sucriers Hollandais déménagent à la Barbade
Les Hollandais découvrent que « faire confiance à une politique de tolérance religieuse pour assurer la loyauté des planteurs portugais résidents avait été naïf ».

### Les conséquences de la guerre en Angola
Les Néerlandais ont eu un accès inédit aux esclaves pendant les années 1640, mais plus comme intermédiaire des Anglais que par la présence à Luanda (1641-1648), alors assiégé par le reste de l'Angola portugais. Ils ont alors introduit quelques esclaves d’Afrique de l’Ouest au Brésil, principalement de la Côte des Esclaves, attaquée par les premiers négriers anglais au milieu des années 1640, dans le sillage du traité commercial luso-anglais de janvier 1642. Mais en Angola, la situation est bloquée : les Hollandais contrôlent Luanda, les Portugais l'arrière-pays et toutes les trêves échouent rapidement. La production de sucre du Brésil hollandais chute dès 1642 et les Portugais, qui transforment le sud du Brésil en arsenal pour reconquérir le nord, ont du mal à trouver en Angola un port où exporter leurs esclaves. Des Anglais se présentent pour reprendre l'asiento de livraison à l'Espagne mais celle-ci refuse.
Puis les Hollandais ne parviennent plus à nourrir ni vendre des esclaves arrivés et ils doivent être redirigés vers le Nord. Hoge Raad responsable à Recife de WIC demande à collègues de Luanda d'arrêter d'envoyer des esclaves

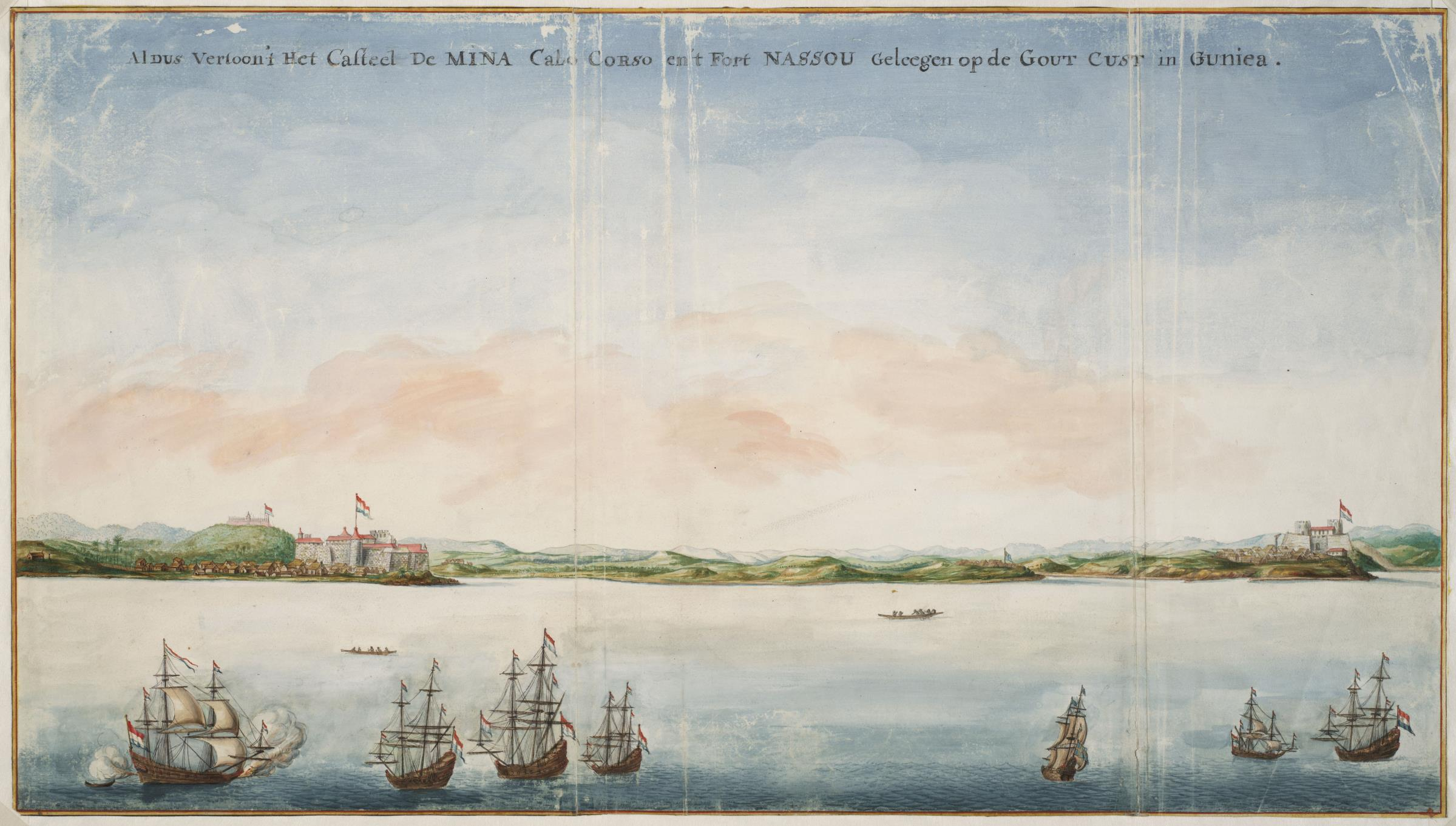
Vue des forts de traite d'Elmina et de Nassau vers 1665.

Les recherches de John R. McCusker et Russell R. Menard (2004) ont diminué le rôle longtemps attribué aux Hollandais dans ce qui était présenté comme une "révolution du sucre" à la Barbade en montrant un rôle Anglais bien plus important qu'estimé alors. Des rapports de la WIC au fort d'Elmina montrent cette implication anglaise à partir du milieu des années 1640. On pensait le rôle hollandais plus important car après la première loi sur la navigation, les colons anglais furent probablement enclins pour cacher tout commerce néerlandais illicite.
Les estimations de l'historien Wättjen pour les esclaves ayant quitté l'Angola sur la période 1642-1643 sont un peu plus bas que ceux de Johan Maurits van Nassau, le gouverneur hollandais dans un rapport aux États-généraux en 1644, mais des travaux récents ont montré que ce dernier était fortement corrompu et qu'il s'agissait de simples projections, dans l'espoir d'obtenir un feu vert d'Amsterdam à l'investissement dans la traite négrière. Selon lui, entre le 7 février 1642 et le 23 juillet 1643, en un an et demi, environ 6 468 esclaves auraient été déportés dont le quart, soit 1524 auraient décédé.
En janvier 1646, le navire "Tamandare" achemine une cargaison d'esclaves de l'archipel brésilien de Fernando de Noronha, qui servait jusque-là pour les esclaves pris par les corsaires hollandais sur les navires négriers portugais. Après une escale à la Barbade, il l'amène vers La Nouvelle-Amsterdam, où ils se vendent étonnamment bien. Le gouverneur Pieter Stuyvesant va ensuite réclamer régulièrement des esclaves de Curaçao, mais très peu arriveront. D'autres destinations s'imposent dans les années 1650, qui voit la rupture hispano-portugaise de 1641 confirmée. Sur la période 1651-1700, les Antilles françaises (11600) et l'Amérique espagnole (17800) sont les deux principales destinations des négriers hollandais, les Antilles anglaises (4700) et l'Amérique du Nord (1200) ne venant que très loin après. L'île de Curaçao, placée sur le parcours et réputée pour son sel, reçoit l'autorisation de devenir un carrefour d'esclaves vers 1657 et entre cette date et 1663 quatorze bateaux négriers hollandais arrivèrent à Buenos Aires.

### Les sucriers Hollandais déménagent à la Barbade
À peine lancée en 1637-1638, la nouvelle politique hollandaise au Brésil bute sur une chute de la production, dès 1641, créant une pénurie sucrière, car le Brésil assure 80% de l'offre mondiale, dont l'île anglaise de la Barbade a profité pour se lancer sur ce marché. En 1628 encore, la Barbade ne comptait qu'une quarantaine d'esclaves sur 1 800 habitants, selon le récit de Henry Winthrop qui y a fait un passage, récupérés sur un navire espagnol croisé par hasard lors du premier voyage vers l'île en 1627. Parmi eux, 10 noirs et 32 Amérindiens. Mais très peu d'esclaves ont ensuite été amenés avant les années 1640 car les premiers colons Anglais d'Amérique se disaient contre l'esclavage. Les six planteurs de la Barbade qui détiennent des esclaves entre 1641 et 1643 en ont en moyenne seulement huit, alors que les statistiques fiscales font état de 10 000 habitants blancs dès 1640, rendant peu probable leur acheminent par des expéditions négrières. Souvent eux aussi récupérés par hasard sur des navires, ces Noirs travaillent dans les mêmes plantations que les engagés blancs et leur présence est mal ressentie.
Dès les années 1630, Henry Colt constate que des engagés se cachent sur les navires, dont le sien, dans l'espoir de fuir l'enfer barbadien, ce qui amène l'assemblée des planteurs à exiger que les capitaines fouillent leurs navires et constitue le principal problème des planteurs jusqu'aux années 1680, quand des accords d'extradition sont passés avec les autres îles. Des bandes d'ex-engagés se cachent aussi sur le littoral dans l'espoir de s'emparer de petites embarcations. Ils s'adonnent à un activisme politique dénonçant la propriété, notamment parmi les Irlandais, qui représentent 40% à 50% du total. Ces "redlegs" souvent d'origine irlandaise, se révoltent fréquemment et voient leur condition se durcir, malgré leur nombre. Le supplice de 21 coups de fouet est par exemple utilisé contre l'un d'eux pour une simple remarque lors d'une repas,. Ils sont concernés par le décret de 1636 sur l'esclavage à vie à la Barbade, même si le texte veut d'abord statuer sur les quelques Noirs et Amérindiens présents dans l'île. Richard Ligon (en) est témoin lors de son arrivée en 1647 d'une révolte d'engagés blancs qui se termine par la peine de mort pour 18 d'entre eux. Ses récits les décrit sur les mêmes plantations que les Noirs et à des travaux encore plus durs, les esclaves étant d'abord acclimatés pendant deux ans en raison de leurs prix plus élevé. Selon les recherches de l'historien barbadien Hilary Beckles (en), les marchands disposaient de prisons privées dans au moins quatre grands ports anglais, où ils détenaient des captifs permettant de rentabiliser le coût d'une traversée lorsque le navire n'était pas rempli. Un réseau d'agents appelés "Spirits" se chargeaient de la capture, sur le mode des "chasses à l'homme" pratiquées pour le même motif par les négriers en Afrique. En 1643, les autorités du Port de Londres ont lancé contre eux une investigation qui a débouché sur plusieurs arrestations et un procès contre quatre personnes, dont deux femmes. La même année, une ordonnance du Parlement se plaint que kidnappés sont embarqués sur quasiment chaque navire et demande aux autorités de fouiller les bateaux. Par ailleurs, selon Hilary Beckles (en), environ 4000 des engagés du XVIe siècle étaient des prisonniers de droit commun.
L'essor de culture du sucre à la Barbade s'effectue très rapidement entre 1640 et 1643, la première récolte n'ayant eu lieu qu'en 1640. La canne est présente dans l'île dès 1630 mais pas pour l'alimentation et c'est en 1637 que Peter Blower, négociant néerlandais anglophone venu du Brésil, a implanté les techniques de transformation de la canne à sucre.
Les premiers rendements sont très élevés. Les planteurs James Drax et James Holdip jouent un rôle pionnier. Le premier, enrichi par l'exportation en Angleterre d'une des premières récoltes de tabac, qui lui a permis d'acheter 40 engagés blancs, est ensuite passé au coton. Mais entre 1635 et 1641 le prix du coton chute de plus d'un tiers, pénalisant aussi les négociants hollandais qui le convoient. S'ensuit un boom de l'indigo, dont les prix baissent à leur tour dès 1641. Les planteurs d'indigo comme Thomas Modyford sont les premiers à passer au sucre.
| Années                               | 1635 | 1637 | 1638 | 1641 | 1642 | 1643 |
| Prix du coton, en guilders par livre | 0,57 | 0,47 | 0,38 | 0,36 | 0,30 | 0,26 |

James Drax importe un moulin à sucre du Brésil dès 1642, l'année où il acquiert 22 esclaves, avant d'en acheter 34 autres en 1644, probablement pour en revendre une partie. Il détiendra 200 esclaves, mais dix ans plus tard en 1654.
Les négociants hollandais qui assuraient les débouchés commerciaux du tabac de la Barbade dans les années 1630, vont faire de même pour l'indigo puis le sucre et accompagner l'émigration discrète vers la Barbade de planteurs du Brésil, en raison de l'échec de la tentative hollandaise de s'y approprier la culture du sucre à partir de 1638.

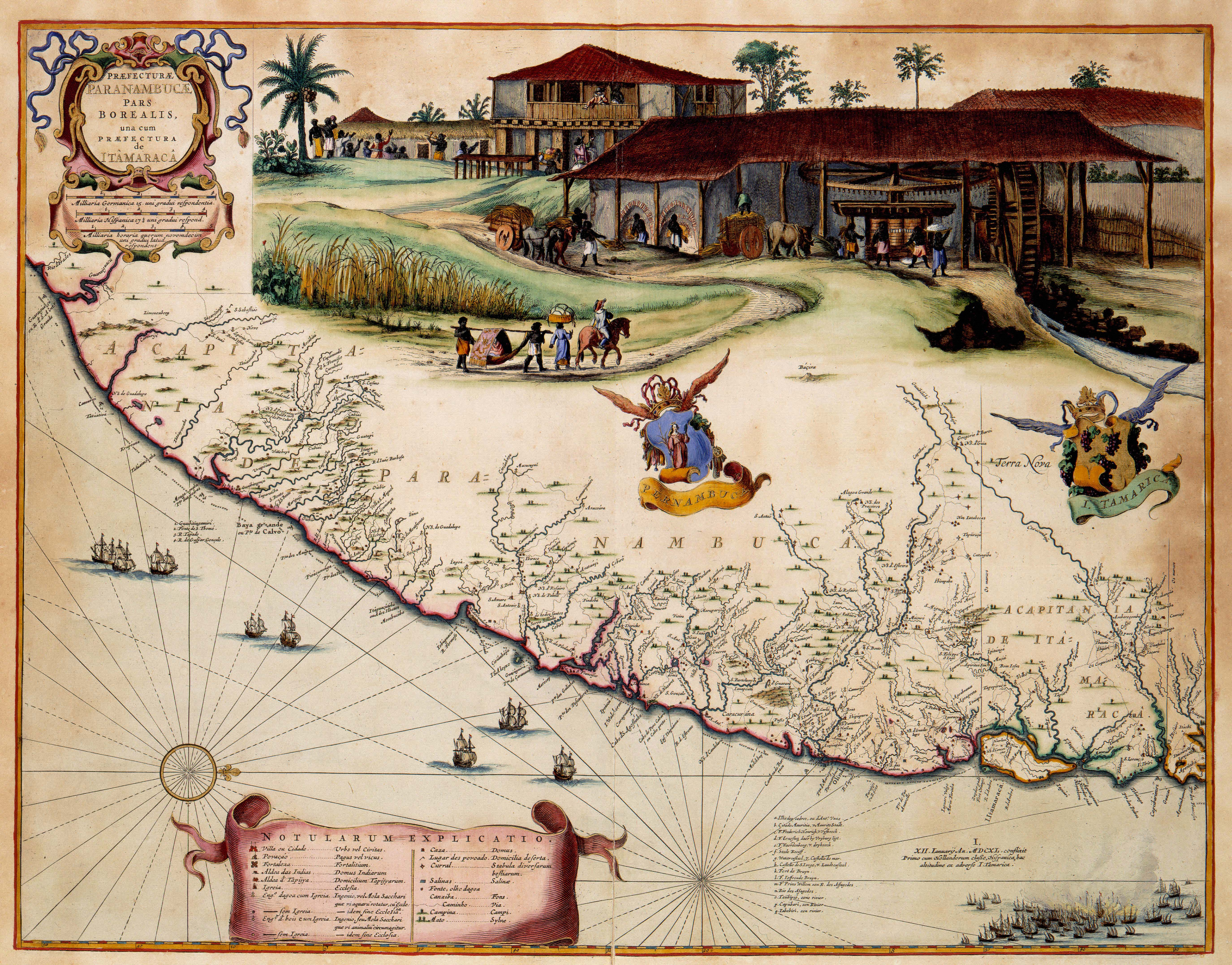
Carte de Pernambouc et Itamaraca montrant les esclaves travaillant dans une exploitation sucrière de la colonie néerlandaise de Nouvelle-Hollande, 1643.

James Holdip lui obtenu des plants de canne du Pernanbouc hollandais et se rend à Londres en 1643 demander à Charles Ier un monopole pour les planteurs de sucre de Barbade dans les importations anglaises. La même année, ces planteurs tentent de faire valoir à Londres que l'île n'appartient plus à son propriétaire, le comte de Carlisle, pourtant proche du roi.
Des planteurs anglais et hollandais profitent alors du chaos suscité par la guerre civile qui démarre en Angleterre en 1641-1642 pour développer les plantations de sucre dans les îles anglaises. L'année 1645 voit pour la première fois l'arrivée à la Barbade d'un millier d'esclaves sur l'année, en partie venus du Brésil hollandais, où on en importe plus, ce qui a fait chuter de moitié leur prix entre 1641 et 1645 au Brésil.
Alors que les premiers esclaves vendus au Brésil hollandais en 1636 le furent tous à crédit, la proportion vendue au comptant est passée à 78 % en 1644 puis 100 % en 1645, reflet de l'appréhension des hollandais, qui sentent le Brésil leur échapper très prochainement.
Les exportations de sucre du Brésil sont divisées par 8 au cours des 7 premières années de la décennie 1640, ce qui permet aux prix du sucre à Londres de quasiment se maintenir durant toute la décennie malgré le boom sucrier de la Barbade.
| Années                                                 | 1641  | 1642  | 1643 | 1644 | 1645 | 1646 | 1647 |
| Exportations de sucre du Brésil vers l'Europe (tonnes) | 7,246 | 4,839 | 4,57 | 4,08 | 3,36 | 1,22 | 0,95 |

Près de 4 000 personnes, suivant les cavaliers Royalistes, émigrent à la Barbade dans les années 1640 et y investissent des capitaux, avec un impact encore plus important que celui des négociants hollandais. Résultat, à partir de 1643, le prix de la terre à la Barbade double chaque année et ne se stabilisera qu'au milieu des années 1650.
L'explosion de la production sucrière de la Barbade ne recourt d'abord que partiellement à la traite négrière. D'abord parce qu'elle est à un prix « prohibitif », faute d'offre suffisante et de bases anglaises en Afrique. Le prix des esclaves noirs reste très élevé entre 1645 et 1651, entre 25 et 27 sterlings, ce qui rend les engagés blancs plus compétitifs, selon les propos des planteurs de l'époque compilés par les historiens, notamment en raison de la faible espérance de vie de l'époque.
L'incertitude économique causée par les guerres multiples de l'époque et leurs conséquence sur la propriété des terres au Brésil comme à la Barbade incitent en particulier les planteurs de sucre à vouloir maximiser le plus rapidement possible la rentabilité de leurs esclaves, quitte à les épuiser au travail par des méthodes violentes, quel que soit leur âge (qui est parfois de 40 ans) et situation de santé, avec un « effet catastrophique » sur la mortalité, qui intervient en moyenne après seulement sept ans. Les esclaves noirs n'échappent alors pas non plus aux maladies. Les planteurs sont hostiles, pour les mêmes raisons, à assumer le coût de les voir se marier et élever des enfants, et préfèrent en acheter d'autres souvent, de sexe masculin, ce qui maintient les prix élevés. Vers 1645, selon l'historien Olivier Pétré-Grenouilleau, certains planteurs de la Barbade tentent d'amortir en seulement 18 mois le prix d'achat d'un esclave, en profitant aussi de prix élevés du sucre.
Les engagés blancs coûtant moins cher du fait de leur grand nombre, d'autres manœuvrent pour les réembaucher au terme de leurs contrats, d'autant que la crise du tabac et de l'indigo a fait fondre leurs perspectives de travail. Dans le récit de sa visite de 1660, John Scott estime à 12 000 le nombre de blancs pauvres de la Barbade qui émigrent vers d'autres colonies anglaises entre 1645 et 1666, soit les deux-tiers du total, certains devenant boucaniers ou pirates.
À Bristol, principal port Anglais de l'époque, un registre est créé en 1654 par la ville pour dénombre les départs d'engagés blancss aux Amériques, à la suite des plaintes concernant des adolescents blancs raflés de force autour des ports. Ses chiffres ont démenti les rumeurs de déportations massive découlant guerres de Cromwell mais ont montré que l'immigration blanche des deux décennies précédentes est restée très forte vers la Barbade entre 1654 et 1660, malgré l'arrivée d'une population d'esclaves noirs à partir de 1645. C'est toujours la demande qui tire le marché. En 1661, les planteurs de la Barbade se plaignent officiellement d'un doublement en seulement quinze ans du prix des engagés blancs. Parmi ces derniers, certains s'allient désormais à des Noirs pour fuir,. En 1655, deux planteurs, John Jones et Richard Goodall, présentèrent une pétition au Conseil, pour dénoncer une rébellion de Noirs et d'engagés irlandais, dans la partie sud de l’île, dans l'un des derniers refuges boisés, appelé "The Thicket", d'où ils volent les plantations la nuit et commettent des meurtres,. Ce n'est qu'en 1960 qu'elle est éradiquée, une expédition ayant découvert en juin 1657 leur cachette.
Si les Souverains africains se sont servis de la traite pour se faire la guerre, l'impact des guerres en Europe a aussi été important pour la celle aussi. En 1659, les débats au Parlement anglais font état de prisonniers politiques envoyés à la Barbade, plus nombreux à y arriver dans la première partie des années 1650 que les Noirs, selon l'estimation d'un marchand de 1668. C'est surtout en 1656 que Cromwell décide de vider ses prisons, une fois l'échec de son Western Design patent, en envoyant, en envoyant, via l'armateur Martin Noell, 1 200 hommes de Knock Fergus, la plus vieille ville du comté d'Antrim, en Irlande du Nord et Portpatrick, port qui lui fait face, au sud-ouest de l'Écosse. Achetés 5 sterling, ils sont revendus 2 à 6 fois plus cher. À la Restauration anglaise, ce seront cette fois des Quakers qui sont déportés en 1663, puis des Covenantaire écossais, autres dissidents religieux. L'un d'eux, l'instituteur John Menzies, exilé en 1673, a raconté son périple dans un livre.
Malgré ces déportations, les planteurs s'inquiètent du nombre insuffisant d'engagés blancs partant vers une île qui a désormais la réputation d'un bagne tropical. Pour pallier cela, les Actes de navigation, dans leur version de 1661, réduisent de 30% à 50% la durée d'un engagement aux colonies, ce qui revient à augmenter d'autant le coût d'un engagé, mais ne suffit pas à freiner la demande, d'autant qu'une partie des engagés blancs deviennent pirates ou boucaniers. Les plantations de tabac de Virginie, qui s'étendent et recourent exclusivement aux engagés blancs, surenchérissent, faisant augmenter leur prix de 80% en 1665, quand leur coût est pour la première fois jugé plus élevé que celui des esclaves noirs par les planteurs de la Barbade. Ceux-ci commencent à autoriser les mariages d'esclaves dans les années 1670 ce qui leur permet de réduire le recours à l'engagisme blanc qui va cependant perdurer jusqu'au siècle suivant, mais avec des tâches plus qualifiées. Le prix d'achat des esclaves noirs, proche de 25 sterling dans les années 1640, revient ainsi à 12 à 15 sterling à partir du milieu des années 1660, quand le flux d'engagés blancs diminue malgré des contrats plus courts, et que la traite négrière s'industrialise, les États anglais puis français et danois l'organisant formellement dans les années 1660 et 1670 puis parvenant à faire décoller son ampleur à partir de 1700. À l'autre bout de la chaîne, en Afrique, le prix d'achat des esclaves va ainsi augmenter du fait de la concurrence entre un plus grand nombre de navires négriers, les armateurs souhaitant bénéficier des marges permises par ces prix de revente significativement élevés.
Dès la fin des années 1660, les Noirs sont plus nombreux que les Blancs sur toutes les grandes plantations de la Barbade mais c'est seulement à la fin de la décennie suivante qu'ils deviennent nombreux aussi en Jamaïque et après 1700 en Caroline.

### La rivalité avec les Britanniques en Afrique
L'énorme boom sucrier des années 1640 à la Barbade, favorisé par la conjonction de la Première guerre civile anglaise et de la variante brésilienne de la Guerre néerlando-portugaise, qui ignore le traité de paix signé en 1641 entre Pays-Bas et Portugal, provoque une forte demande de main d'œuvre. L'afflux d'engagés blancs et de réfugiés de la Guerre ne suffit pas à le combler. D'où l'engagement progressif des Britanniques en Afrique pour ne plus y rechercher seulement des métaux précieux mais aussi des esclaves, qui sont dans un premier temps volés aux Portugais. Dans leur sillage d'autres nations européennes se lancent aussi dans la recherche de l'or africain.
À une « date mal connue », les Anglais ont tenté eux-mêmes de trafiquer des marchandises sur la côte de l’Angola et du royaume Kongo, mais se sont heurtés durablement au gouverneur portugais, selon l’historien américain John K. Thornton.
Les Britanniques ont ensuite commencé à s’approvisionner en esclaves sur les côtes de l’Angola quelques années après 1641, date de l'assaut hollandais le plus important contre les Portugais, mais ils ne parviennent d'abord à le faire qu'indirectement et très progressivement, par des prises de piraterie.
En 1642, deux négriers anglais cèdent ainsi aux Espagnols 200 esclaves acquis des Néerlandais en Angola. Par ailleurs et par la suite, Dom Francisco Franque et le prince José du Ngoyo, deux notables locaux du Portugal approchent les trafiquants anglais.

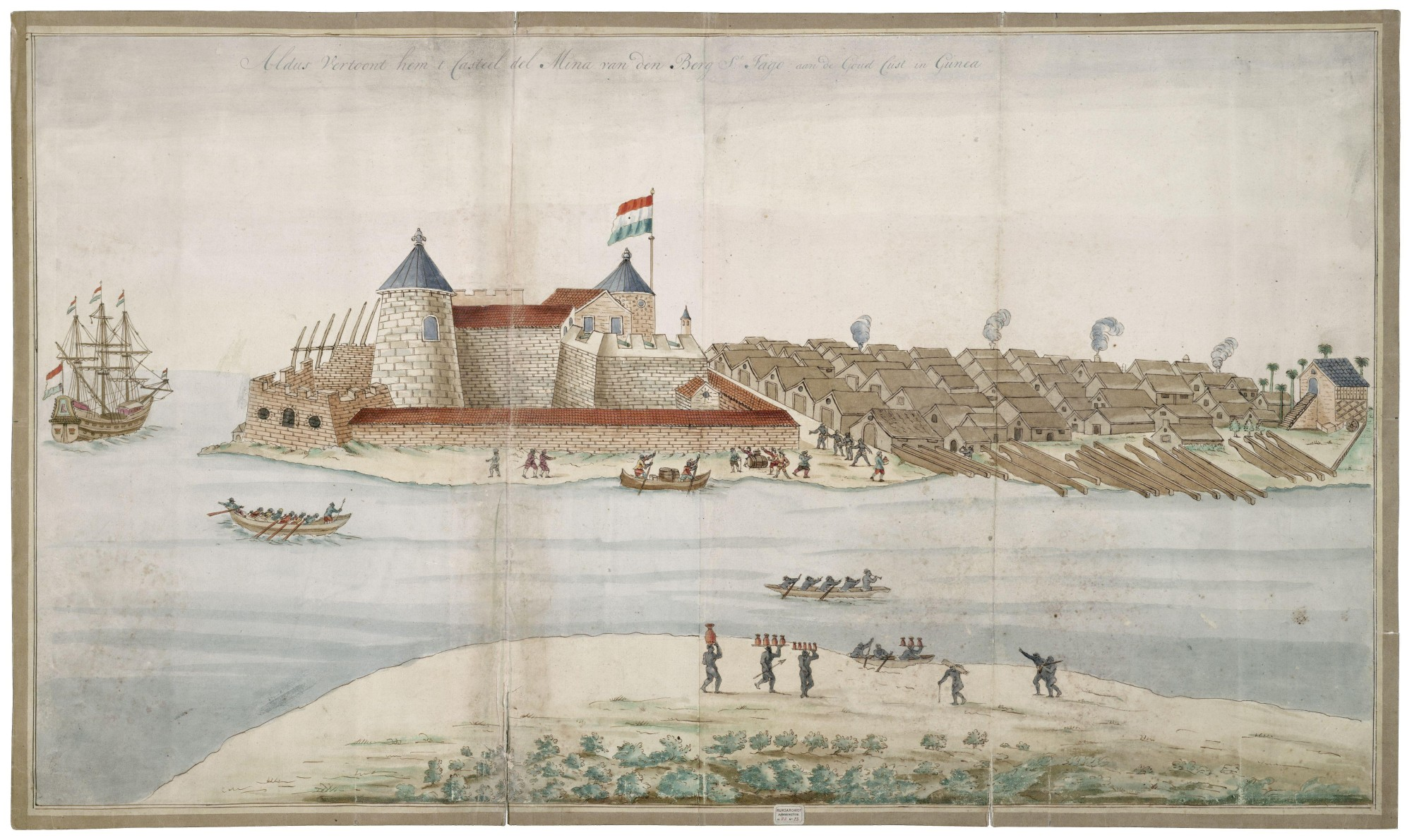
Fort Saint-Georges-de-la-Mine (Elmina) au Ghana en 1706.

Ceux-ci s'implantent surtout bien plus au nord, vers la côte de l'or du Guana. Comme les Hollandais, ils y recherchent d'abord exclusivement des métaux précieux. Fondée en 1598 sous forme de modeste comptoir par un marchand de Medemblick, Bernard Ericks, la Côte-de-l'Or néerlandaise ne démarre réellement qu'en 1637 par la prise d'une vieille place forte portugaise, São Jorge da Mina par la Compagnie néerlandaise des Indes occidentales. Les Anglais y sont présents depuis cinq ans à Kormantin, petit fort en bois qui avait pour mission de réapprovisionner les navires qui partent pour l'Inde ou en reviennent.
Mais plus tard, au début des années 1640, l'Anglais Nicholas Crispe y implante un "dépôt d'esclaves" achetés à d'autres négriers et fortifie le site. Ce très proche du Roi Charles Ier, est propriétaire de la Guinea Company, forte de 15 navires et de deux comptoirs créés pour acheter de l'or en 1632. Au début des années 1640, il alimente en esclaves la Barbade, où la population noire atteint un millier de personnes en 1645, mais est déstabilisé entre 1640 et 1644 par des enquêtes du Parlement anglais dénonçant ses trafics.

## La doctrine néerlandaise au milieu du siècle
Le très influent théologue Godefridus Cornelisz Udemans, écrivain néerlandais prolifique, suivi pour ses prescriptions détaillées de dévotion pour la vie quotidienne, est considéré comme l'un des fondateurs de l'éthique protestante du travail, préconise une stricte observance du dimanche. Selon lui, le profit par le commerce est un signe de la bénédiction de Dieu, à condition que l'argent soit ensuite dépensé pour sa gloire et pas gagné comme une fin en soi.
L'esclavage doit être selon lui réservés aux païens, déjà victimes de l'esclavage spirituel de la superstition et de la sorcellerie. Selon lui, un chrétien n'a pas le droit de réduire en esclavage un autre chrétien : les esclaves ont le droit de fuir en cas de mauvais traitement et doivent être baptisés puis libérés au bout de sept ans, doctrine qui amènera plus tard des propriétaires de plantations à retarder la conversion des esclaves puis même des pasteurs à refuser de baptiser des esclaves à qui ils enseignent pourtant le catéchisme.
Godefridus Cornelisz Udemans estime aussi que les esclaves ne doivent donc pas être vendus aux Portugais ou aux Espagnols, car cela les exposerait au danger du catholicisme.

## L'esclavage néerlandais dans l'Océan indien

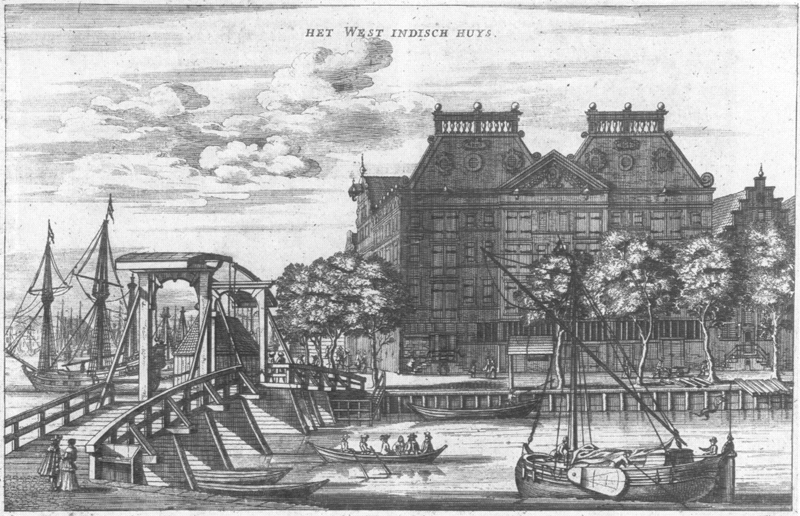
Le siège de la Compagnie néerlandaise des Indes occidentales (VOC) à Amsterdam en 1655.

Aux débuts de la présence des Néerlandais dans l’océan Indien, Madagascar continue à être une escale assez fréquentée avec environ quatre expéditions s'y arrêtant jusqu’en 1600. Ce phénomène se poursuit dans les deux décennies qui suivent, avec une trentaine de navires hollandais qui se ravitaillent dans les futures villes de Sainte-Marie, Saint-Augustin ou Fort-Dauphin. Mais en 1617, ils commencent à préférer la route plus rapide d’Hendrik Brouwer, dite des "quarantièmes rugissants", allant du cap de Bonne-Espérance directement vers l’Australie puis l'Indonésie. Ce sont les navires rentrant en Europe qui alors passent encore par Madagascar pour se ravitailler, ou par les comptoirs fondés à l’île Maurice (1638) et au Cap (1652). Donc, le commerce des captifs ne commence que dans les années 1640, au moment où les Français lancent la création d’une compagnie privée en 1642, chargée d'importer des esclaves.
En 1642, le commandeur Adriaan van der Stel, dirige la première expédition négrière néerlandaise à Madagascar, dans la baie d'Antongil, qui échoue; une soixantaine de captifs s’enfuient dans l’intérieur de Maurice.
Deux autres expéditions sont organisées en 1644, obtenant à chaque fois, malgré quelques difficultés, une centaine d’esclaves. Finalement, la déception liée aux résultats du commerce avec Madagascar et les problèmes sur l’île Maurice conduisent les autorités de Batavia à arrêter cette traite en 1647.
Les Hollandais abandonnent Madagascar pour Le Cap, mieux situé sur la carte et qui vise une agriculture vivrière et l’élevage du bétail. Deux ans seulement après l’établissement de la colonie en 1652, Van Riebeeck propose en 1654 d’importer des esclaves pour travail agricole. On y envoie les navires Rode Vos et Tulp, principalement pour chercher des approvisionnements. En 1666, onze Néerlandais sont tués par les Malgaches dans ce qui est baptisé la « Baie des Traitres » et signifie fin des expéditions hollandaises sur la côte nord-est de Madagascar.
Le nombre d'esclaves hollandais au Cap ne progresse que très lentement et passe de 851 en 1701 à 5687 en 1751 et 16839 à la fin du XVIIIe siècle.
L’historienne Els Jacobs a estimé à seulement 0,5% la contribution de l'esclavage à l’ensemble du commerce de la Compagnie néerlandaise des Indes orientales au XVIIIe siècle, insignifiante par rapport aux profits élevés du poivre, du café et du thé.

## Le Suriname de la seconde moitié duXVIIesiècle

### Essor avec les Anglais dans les années 1650
Le basculement vers la traite négrière des années 1650 au Suriname est déclenché par l'arrivée de milliers de royalistes anglais, fidèles à Charles Ier d'Angleterre, fuyant l'île sucrière de la Barbade, visée par le Western Design, série d'expéditions maritimes du nouveau maître de l'Angleterre, le républicain Oliver Cromwell, pour les soumettre.
Le 6 mai 1650, le Conseil d’État mandate George Ayscue, amiral de la New Model Army, pour diriger l'expédition de la Barbade avec 2 000 hommes, qui se retrouvent en octobre 1651, lors du blocus de la Barbade, face aux 5 000 miliciens du gouverneur Francis Willughby, un ex-parlementaire rallié aux Royalistes en 1648 qui avait fui les Caraïbes quand le Parlement a confisqué les biens. La flotte anglaise encercle la Barbade et en décembre 1651, le colonel Lewis Morris débarque avec un millier d'hommes, et saccage les grandes plantations de sucre de la Barbade. L'amiral George Monck trouve alors un compromis avec Thomas Modyford et Lord Willughby, le gouverneur royaliste de l'île, pour éviter un bain de sang. Afin d'éviter ce conflit, dès 1650 Francis Willoughby avait envoyé Anthony Rowse négocier son implantation avec deux princes des tribus caraïbes, le long de trois rivières:  Pará, Marowijne, tirant son nom du fleuve Maroni (Marowijne en néerlandais) et Coppename, territoire formant l'actuel Suriname. Mais il n'obtiendra une autorisation de Londres qu'en 1661. Quelques mois après, en 1651, il est rejoint par les exploitants de 500 plantations de sucre où travaillaient 1 000 blancs fuient l'île pour fonder Fort Willoughby, en emportant 2 000 esclaves noirs. Sur ce site, des néerlandais avaient créé un petit comptoir commercial près du village indien de Parmirbo, qui devient plus tard Paramaribo et il était devenu ensuite un avant-poste français abandonné. En 1652, un second contingent arrive d'Angleterre, avec Lord Willughby, qui inspecte la colonie pour organiser sa défense. La même année, une deuxième expédition du Western Design attaque cette fois la Virginie et y remplace le gouverneur royaliste William Berkeley par Richard Bennett, tandis que Willughby a entre-temps été emprisonné en 1655 et 1657 pour avoir participé à des intrigues royalistes.

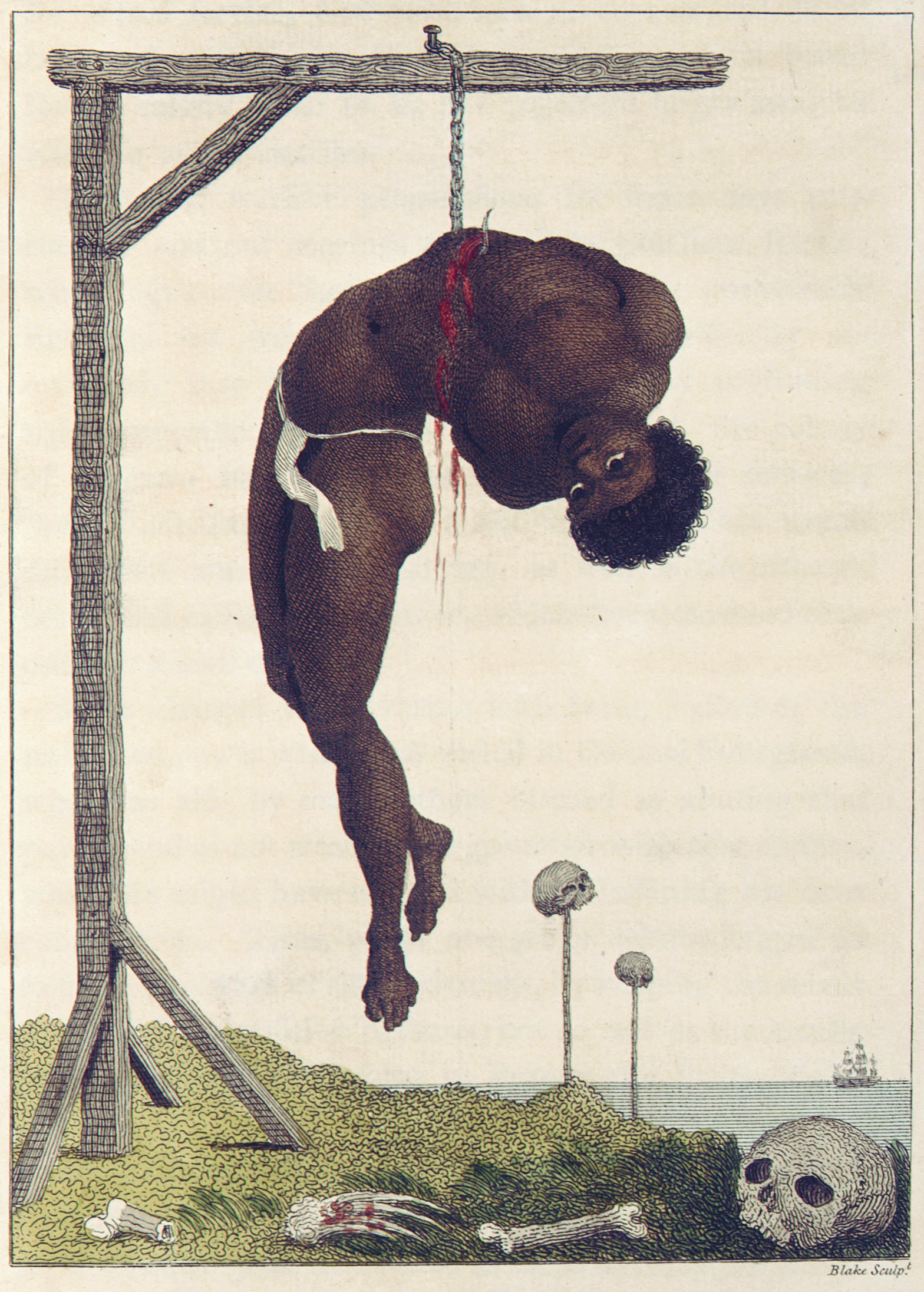
La pendaison par la hanche était un châtiment contre les révoltes d'esclaves au Suriname. Illustration de William Blake.

Les implantations hollandaises du Guyana sont abandonnées en 1664 et n'ont qu'un seul moulin à sucre. Cette année-là, Alexandre de Prouville de Tracy prend Cayenne aux Hollandais et en décembre 1665, les Anglais, menés par le major John Scott, attaquent et détruisent Nieuw Middelburg.

### L'évolution du commerce négrier hollandais d'un siècle à l'autre
Les Hollandais importeront surtout des captifs venus d'Angola, à la fin du XVIIe siècle, pour les revendre à d'autres pays, quand ils n'ont pas encore de colonie réellement productrice de denrées coloniales, au Suriname qu'au siècle suivant.
Sur la période 1674-1689, leur fort de la Côte de l'or, El Mina représente moins de 15% des exportations d'esclaves opérées par les Néerlandais, à l'époque où elles progressent le plus, et les Hollandais en exportent deux fois plus d'Angola, qui reste leur première source d'approvisionnement. Concernant les destinations des Hollandais, Curaçao pèse trois fois plus que le Suriname, qui ne devient leur première destination que beaucoup plus tard, après 1705 et pèse même dix fois plus lourd au cours de la période 1720-1740. La troisième destination importante à ce moment-là est quasiment inexistante avant 1720.
C'est au cours de la période 1690-1704 que les importations en provenance de la "Côte des esclaves", c'est-à-dire la Baie du Biafra et la Baie du Bénin, prennent leur essor, en progressant d'un tiers et se révèlent sept fois plus importantes que celles d'El Mina. Il n'existe pas assez de données assez sérieusement fiables pour publier des estimations comparatives avant 1674. La documentation d'archives de la seconde version de la WIC, celle qui a été recrée en 1674 pour durer jusqu'en 1792, a  été bien mieux conservée que celle de la prédécesseure.
Le Suriname comptait 171 plantations de sucre en 1713 puis a connu une intensification spectaculaire de l’agriculture de plantation au milieu du XVIIIe siècle, quand la production de café a commencé à dépasser celle du sucre.
Au cours des années 1730, la WIC a renoncé à son monopole sur la traite transatlantique des esclaves, conduisant à l’émergence d’une grande traite privée des esclaves et à la fin de ses précurseurs illégaux, les "interlope". La Middelburgsche Commercie Compagnie (MCC) et la société de Rotterdam Rochussen y jouent un rôle important. Sur le quart de siècle 1751-1775, les Hollandais importent plus de 100000 esclaves au Suriname, six fois plus que dans la Caraïbe, mais ce chiffre chute à 29000 pour les deux décennies suivantes. Il était de 60000 pour  1726-1750 et de 24000 pour  1701-1725, période où les estimations sur les interlopeurs ajoutées aux chiffres de la WIC donnaient un total légèrement inférieur à celui de la caraïbe néerlandaise.

### Les esclaves "marrons" jouent très tôt un rôle important
Le 27 février 1667, avec l'aide des nombreux esclaves marrons cachés dans la jungle, les Néerlandais, dirigés par Abraham Crijnssen, ont à leur tour envahi les plantations sucrières anglaises du Suriname. La colonie compte environ 175 plantations pour une population de plus de 4 000 personnes, esclaves inclus. Deux mille Anglais quittent le Suriname, menés par Thomas Modyford, pour la Jamaïque, mais échouent à emmener les techniciens juifs, citoyens anglais. Quatre mois plus tard, l'ex-gouverneur de la Barbade, l'Anglais Thomas Modyford fait venir à la Jamaïque près de deux mille Anglais du Suriname, après le traité de Bréda du 31 juillet 1667. Ces Anglais veulent emmener les Juifs anglais à la Jamaïque pour y développer le sucre, mais les Hollandais s'y opposent.

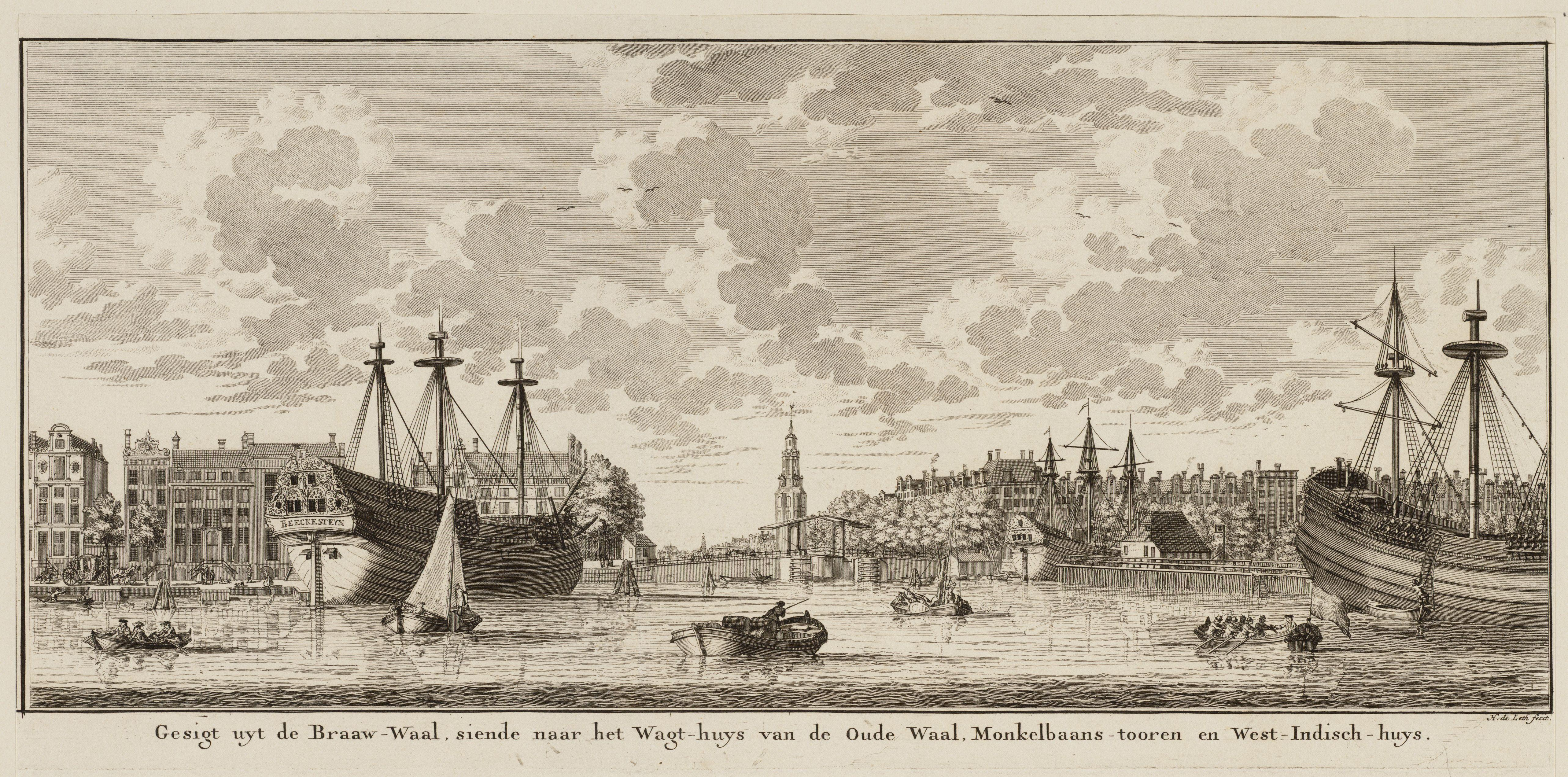
Le Beeckestijn, navire négrier de la Compagnie néerlandaise des Indes occidentales, dans le port d'Amsterdam vers 1735.

Au cours des 15 années qui suivent, le territoire reste trop exposé aux attaques d'Amérindiens alliés à des esclaves marrons pour permettre l'importation d'autres esclaves. Les Néerlandais tentent d'y remédier dès 1675 votant des lois sécurisant, sous conditions, les droits des Amérindiens et Noirs marrons, espérant le pacifier. Une série de traités sont conclus peu après, en 1682-1683 avec trois ethnies amérindiennes, accusées de harceler la colonie du Suriname et d'organiser des évasions d'esclaves, et un groupe de fugitifs noirs appelés Coopemine Marroons ou Condie Marroons, conséquence de ce qui est alors décrit comme une guerre amérindienne démarrée en 1678, dix ans seulement après la prise de contrôle des Hollandais. Elle est provoquée par l'intrusion des Européens trop profondément à l'intérieur des terres et un conflit commercial entre Anglais et Hollandais. Ces traités accompagnent la fondation d'une société du Suriname, contrôlée pour un tiers par le vice-amiral Corneille van Aarsen et sa famille, le restant appartenant à la Compagnie néerlandaise des Indes occidentales et la ville d'Amsterdam, qui l'utilisent comme un homme de paille. Lors de sa création en 1682, l'économie sucrière n'avait cessé de se rétracter depuis le départ des Anglais : il n'y a plus que cinquante plantations et 1 200 Blancs. Corneille van Aarsen limite à trois coups de fouet les châtiments, fait interdire les mariages mixtes et incite, lors de la révocation de l'édit de Nantes de 1685, les huguenots et labadistes français à s'installer. Mais ses successeurs lancent une politique d'immigration inverse, basée sur la grande plantation : de 1688 à la fin du siècle, le nombre d'esclaves augmente de 45 % alors que la population blanche est divisée par deux. Alors qu'en 1684, il y a 3 332 Noirs pour 652 Blancs, un rapport de un à cinq, en 1695, les Noirs sont 4 618 contre 379 Blancs, un rapport de un à quinze.
En janvier 1687, peu avant son assassinat, un convoi de 420 esclaves était arrivé, amenant l'administration à évoquer la libéralisation de la traite négrière, débattue depuis des années, en proposant de taxer les transactions. Mais ce n'est qu'en 1714 que l'offre d'esclaves devient régulière avec trois voyages par an de 300 à 500 esclaves à bord. Le nombre de plantations passe de 50 en 1683, 80 en 1684, 128 en 1704 à 171 en 1713 et 400 en 1730, dont 115 juives soit environ un quart. De son côté le nombre d'esclaves passe de 3 226 à 13 000 en cinquante ans.

## LeXVIIIesiècle

### L'apogée du sucre du Suriname auquel succède le café

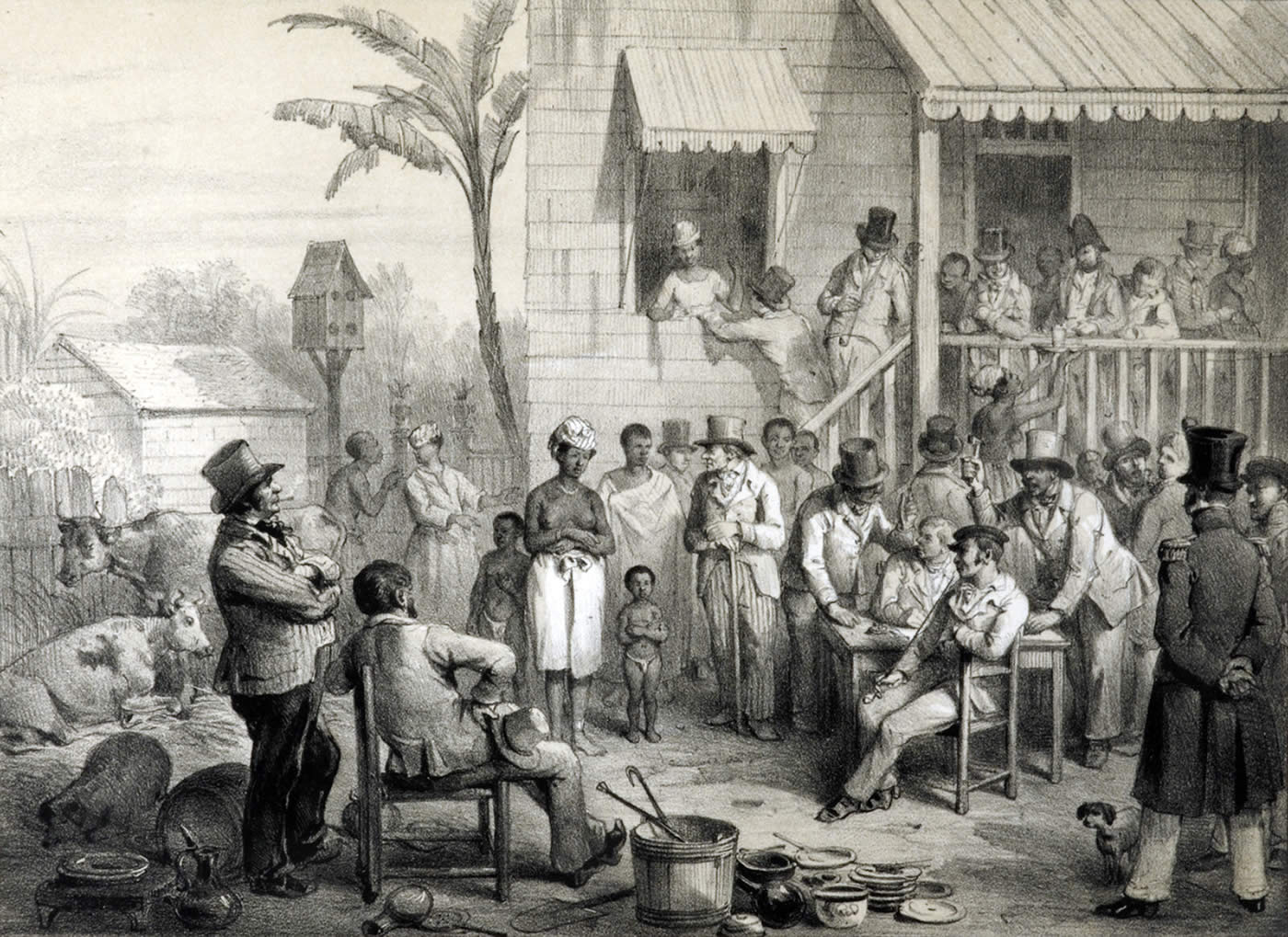
Vente d'esclaves en Guyane néerlandaise (actuel Suriname) en 1831.

L'apogée de la colonie hollandaise du Suriname, dont la production est dominée depuis le début du XVIIIe siècle par la canne à sucre, plus résistante aux variations climatiques et qui bénéficie d'un réseau de canaux, a lieu dans la première moitié du XVIIIe siècle. Les exportations de sucre culminent dans les années 1741-1742, mais ensuite le café prend progressivement le relais. Dès 1720 de plus en plus de planteurs du Suriname produisent le café et le cacao, le second ayant été introduit dès 1686 et le premier en 1721, suivis en 1735 par le premier buisson de coton. Amsterdam importe 93 % de tout le sucre, 99 % de tout le café (après 1724) et 87 % de tout le cacao (après 1740).

### Les révoltes des «marrons» de la seconde partie du siècle
Willem Gideon Deutz, banquier et bourgmestre d'Amsterdam fonde le 1er mai 1753 une société de prêt au capital d'un million de florins, porté ensuite à 3,57 millions de florins, lançant un système qui va représenter 51 millions de florins répartis en 187 « négociations » pour les seules colonies hollandaises des Antilles. Ses crises fragilisent l'économie surinamienne, dans la seconde moitié du XVIIIe siècle, en raison de leur caractère spéculatif. Le volume total des prêts consentis au Suriname, 36 millions de florins sur 41 ans, de 1753 à 1794, ne présente pourtant qu'environ 6 % des revenus de la colonie avec un intérêt de 5 ou 6 %.
L'historien Fernand Braudel, a montré que le «vaste système hollandais a traversé, à partir des années 1760, plusieurs crises graves, paralysantes, se ressemblant toutes et semblant liées à des crises du crédit ». Les révoltes des « marrons » s'intensifient après 1760 et contribuent à ces crises financières. Elles coîncident avec une période crise quand le prix du café y baisse à partir de 1761.
Vers 1760, trois groupes de marrons en profitent pour signer des traités de paix avec les colons hollandais. Un quatrième, les Boni, né au début du XVIIIe siècle, les harcèle pendant trente ans. Il est dirigé à partir de 1765 par Bokilifu Boni, chef de guérilla des Nègres Marrons du Suriname, fils d’un Hollandais et d'une africaine réduite en esclavage, répudiée par la suite. Les révoltes des « marrons » et des esclaves ont lieu trente ans après le premier traité, sur un grand nombre de plantations, à partir de 1760 jusqu'à 1770 environ.
Jusqu'à l'année 1770, de petites attaques visent essentiellement à se procurer de la nourriture. Puis les chefs Boni, et surtout Baron, infligent aux colons « des pertes sérieuses et leur enlèvent de nombreux esclaves ». Pour y faire face, les colons sont regroupés en milices, assistées à partir de 1773 par un contingent de fusiliers-marins, dirigés par le colonel Louis Henri Fourgeoud, venu de Genève. Dans son armée lancée dans la junge, 1 200 soldats d'Europe, épaulés par toutes les forces créoles disponibles.
Louis Henri Fourgeoud bat les Marrons en 1775 mais perd 90 % de ses hommes. Mais il s’attaqua plusieurs fois, sans succès, à Fort Bookoo, entouré d'un mur de 4 m de haut, en environnement marécageux dans la région côtière de Commewijne, accessible via un chemin secret créé sous l’eau, invisible depuis la rive. Parmi ses hommes, John Gabriel Stedman, qui en tira un livre. Les Boni utilisent aussi la forteresse naturelle de Bonidoro.

### Nouvelles théories de justification de la traite
Selon le docteur Gallantat, médecin de bord et professeur de médecine, auteur d'un manuel pour le trafic d'esclaves en 1769, la plupart des victimes sont nées esclaves ou des prisonniers de guerre qui auraient autrefois été exécutés et l'esclavage leur permet donc de survivre tandis que le négrier Wilhem Bosman affirme que ce sont des personnes soupçonnées d'adultère.
En Indonésie le système esclavagiste était plutôt complémentaire de la main d'œuvre libre, non majoritaire et à prédominance urbaine.
Malgré ces justifications théoriques, les hollandais ne parviennent plus à tenir le Suriname. En 1783, après un siècle de révoltes et de fuites d’esclaves (marronnage), du fait des dures conditions de ces derniers, les Néerlandais signent un traité avec le chef des révoltés Aluku Nengé, surnommé Boni, reconnaissant une véritable autonomie aux Noirs réfugiés dans les zones forestières.
Les colonies sont reprises par les Britanniques de 1796 à 1799, menant aux traités par lesquels les trois colonies de l’Essequibo, Berbice et Demara (soit le Guyana) restent à la Grande-Bretagne, et celle du Suriname aux Pays-Bas.

### Abolitionnisme aux Pays-Bas

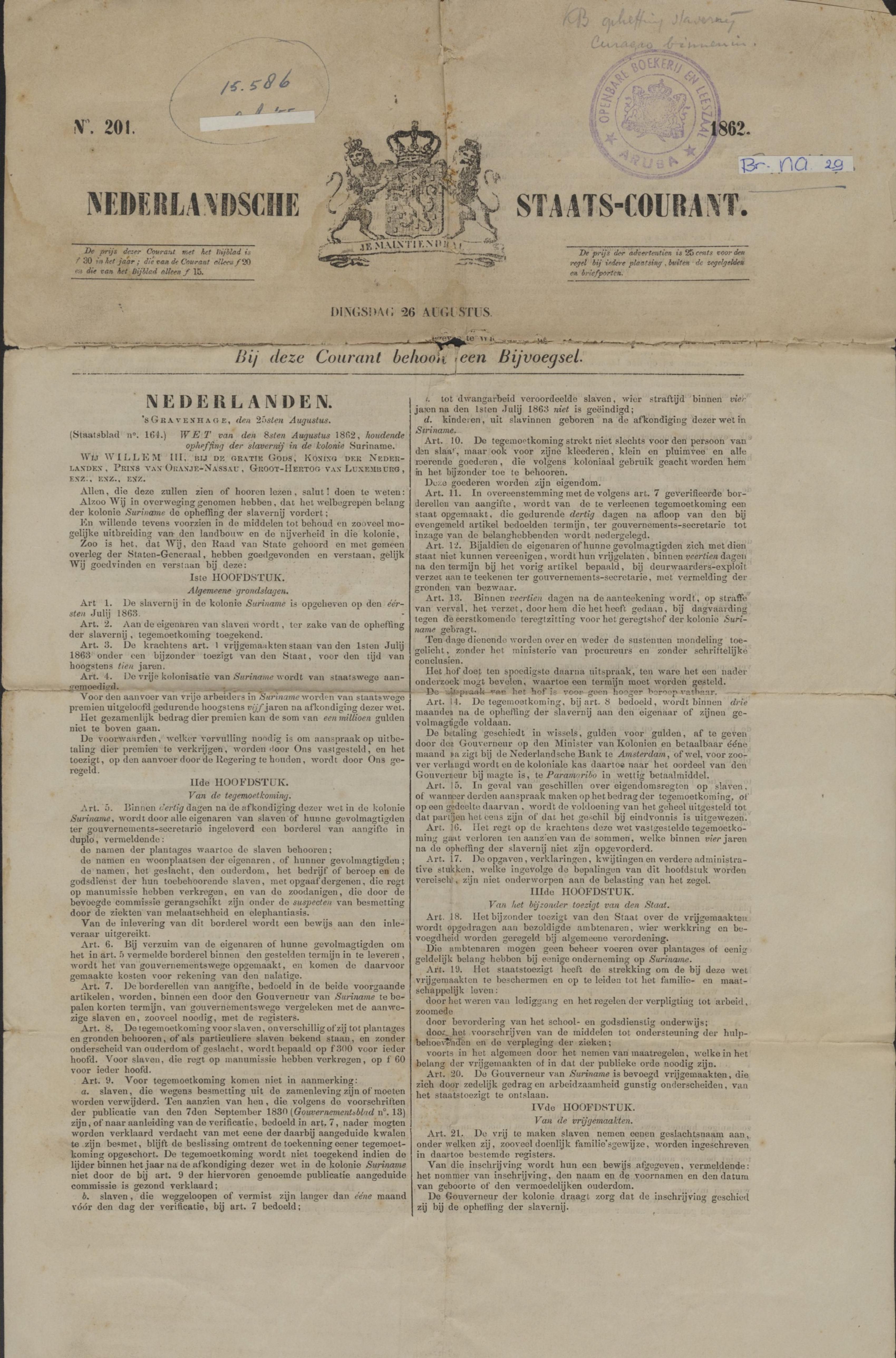
Loi d'abolition dans la Netherlands State Gazette du 26 août 1862.

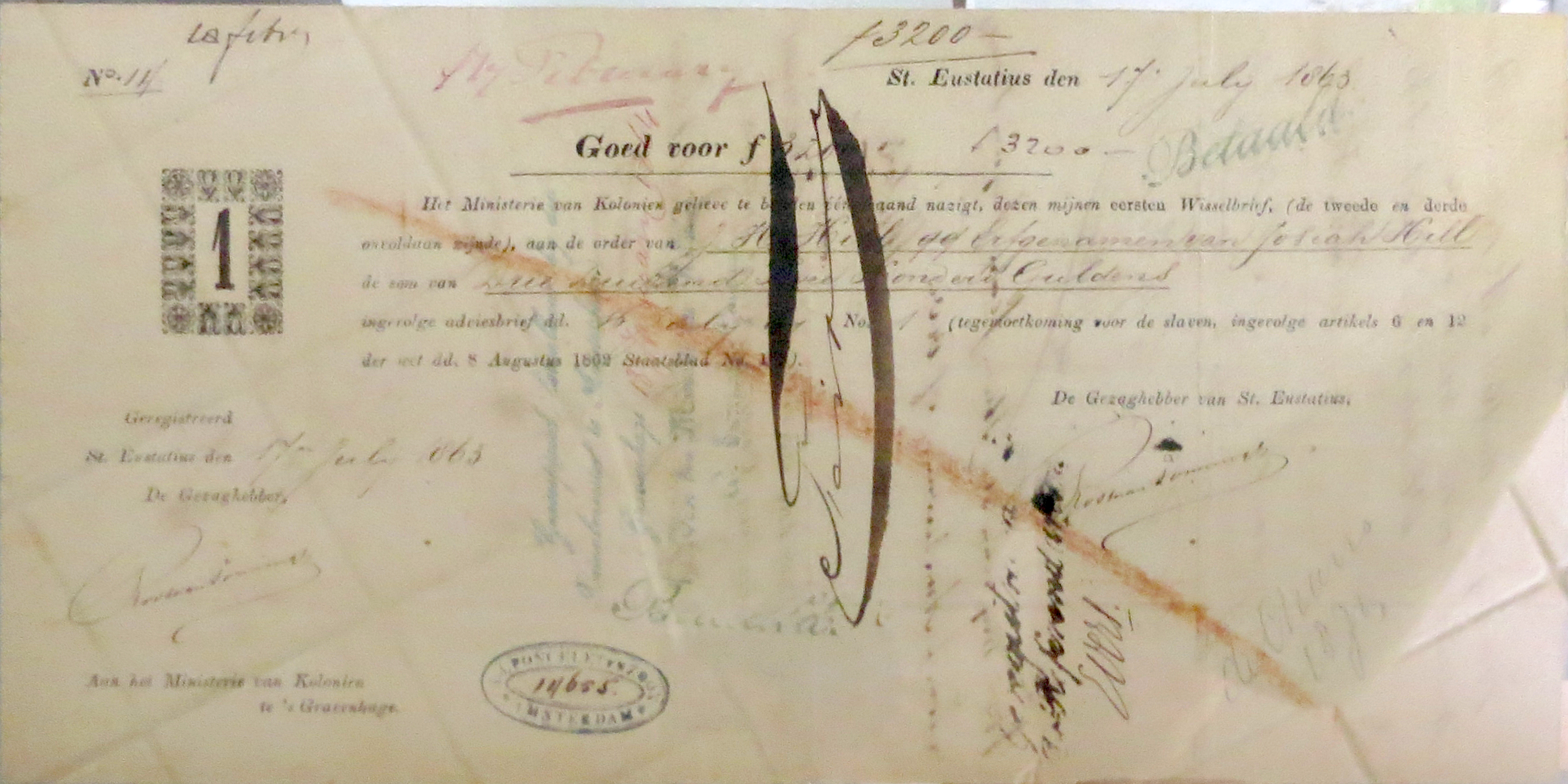
Un chèque d'indemnités de 3200 guilders à Saint-Eustache en 1863.

Les abolitionnistes néerlandais ne fondèrent pas des sociétés, comme aux États-Unis, en Grande-Bretagne et en France mais souhaitaient cependant eux aussi rallier l'opinion en faveur de l'abolition de la traite, première étape pour obtenir celle de l'esclavage. En face, pas non plus de véritable lobby, représentant les planteurs des colonies. La religion affirmant que Dieu avait créé tous les hommes libres et égaux joua un rôle important et à partir des années 1790, la plupart des Néerlandais se ralliant ainsi à l'idée que les Droits de l'homme concernaient également les non-Européens et les esclaves. Mais plus que la question de l'esclavage, les discussions publiques des années 1770-1790 aux Pays-Bas étaient dominées par un sentiment de déclin de la société, ce qui donnait un point d'appui aux défenseurs de l'esclavage comme A. Barrau, négociant à Amsterdam.
Plusieurs contributions au débat allant au contraire en faveur de l’abolitionnisme, et répliquant celle des abolitionnistes anglais, furent publiées dans « Contributions au bonheur de l'humanité » par la Société pour le Bien Commun. En 1789, l'un d'elles s'appuie sur l'Account of the slave trade (1788) du britannique Alexander Falconbridge, qui fut médecin sur un vaisseau négrier, et témoignait en détail contre la traite et l'esclavage.

#### Chronologie
La traite négrière transatlantique est interdite dès 1814. L'esclavage est aboli dans les seules zones d'administration directe des Indes orientales néerlandaises en 1860. 
L’esclavage est formellement aboli au Suriname et dans d’autres territoires détenus par les Néerlandais le 1er juillet 1863, mais n’a vraiment pris fin qu’en 1873 après une période de «transition» de dix ans et a inclus un programme d'indemnisation des esclavagistes.
En 1872, la vente de la Côte-de-l'Or néerlandaise (actuel Ghana) à la Grande-Bretagne, où l'esclavage est déjà supprimé entraîne l'abolition. En 1877 suit l'île de Bali, puis l'île de Sumbawa et enfin, le mouvement se conclut en 1914 la presqu'île de Samosir (Indonésie).

## Condamnation de la traite auXXIesiècle

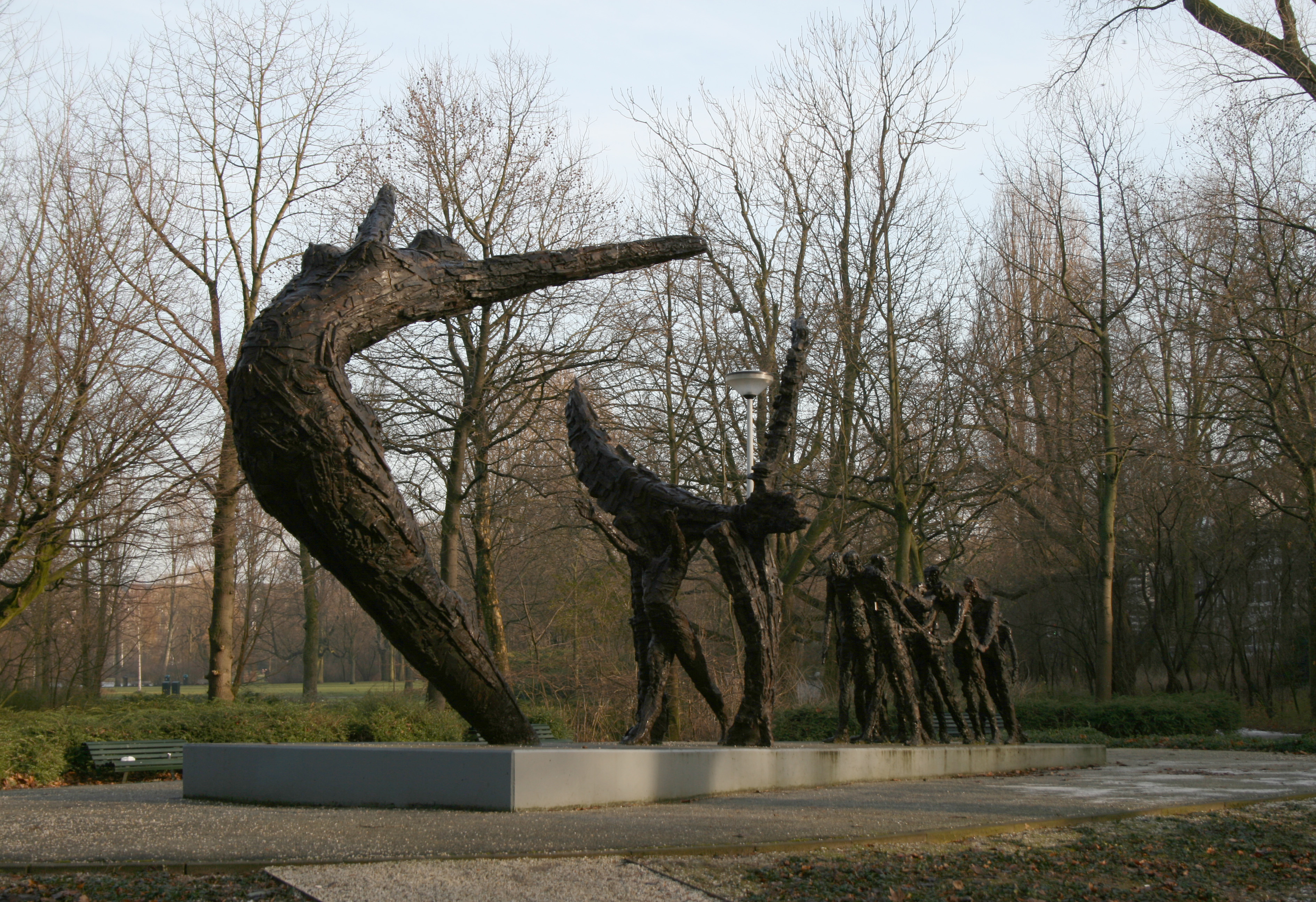
Nationaal monument slavernijverleden à Amsterdam, sculpture d'Erwin de Vries.

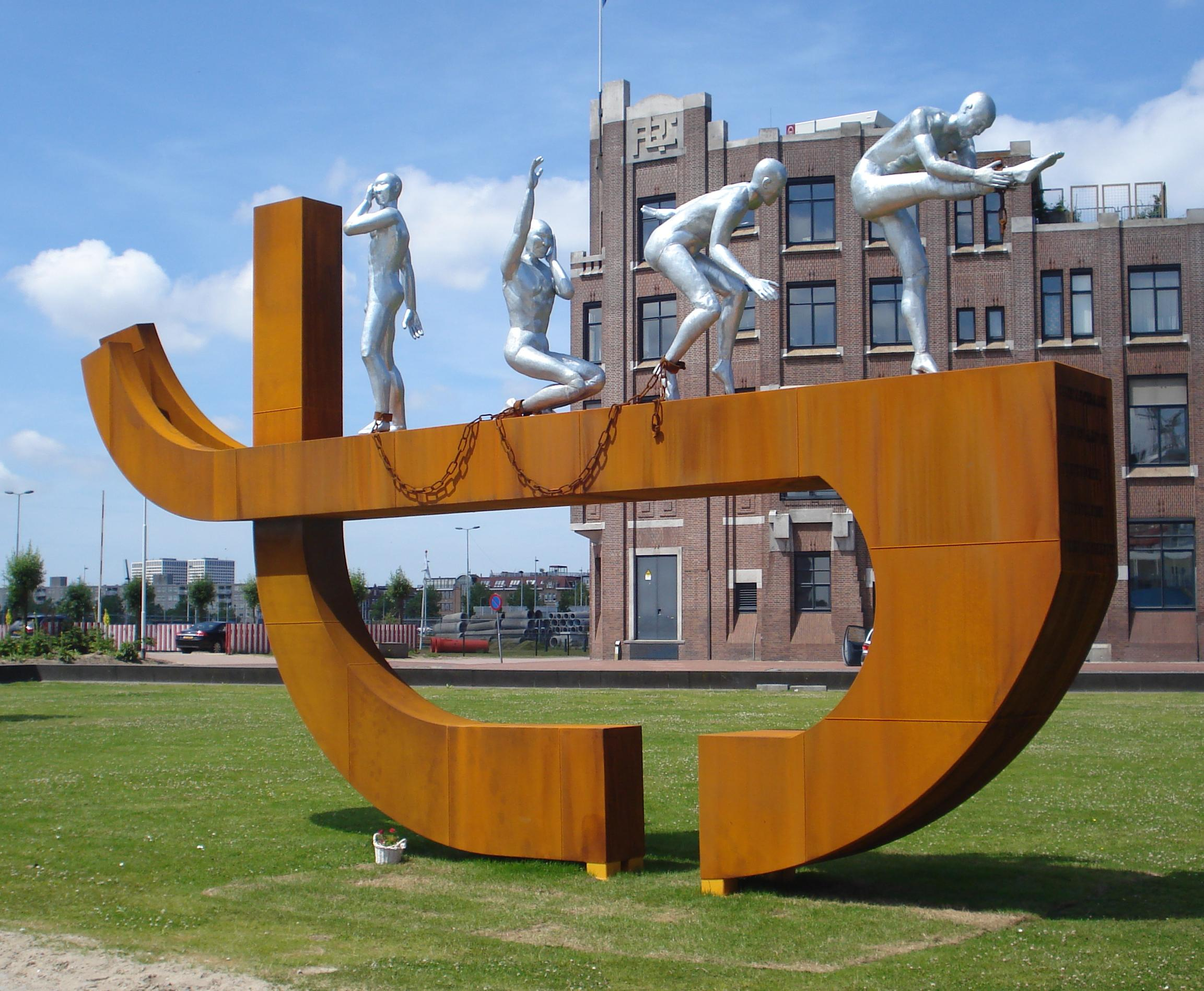
Clave d'Alex da Silva, inauguré en 2013 à Rotterdam. Cette représentation de la clave, instrument de musique de percussion d'origine africaine, commémore les 150 ans de l'abolition de l'esclavage et rend hommage aux esclaves déportés d'Afrique par les Pays-Bas.

En 2001, Roger Van Boxtel, ministre de l’intérieur, exprime en Afrique du Sud le « profond regret » de son pays et évoque la « grande injustice » de la colonisation néerlandaise.
En 2013, le Conseil des églises, en 2020, des grandes villes comme Amsterdam, Rotterdam, Utrecht, La Haye, en 2022 la banque ABN AMRO et la banque nationale (Nederlandsche Bank) reconnaissent leur implication dans le passé esclavagiste, l'importance des bénéfices retirés et présentent leurs excuses.
L’établissement bancaire Hope & Co, fondé au XVIIIe siècle et qui a précédé la naissance d’ABN Amro, accordait notamment des prêts aux plantations où travaillaient des esclaves et a activement participé à la gestion de ces plantations, exhortant parfois les propriétaires à acheter ou à vendre des esclaves. ABN Amro indique souhaiter agir davantage pour lutter contre les inégalités sociales et promouvoir la diversité.
De mai à octobre 2021, le Rijksmuseum organise l’exposition « Slavernij » (« Esclavage ») qui détaille la brutalité et es injustices de cette période de prospérité, puis dans le cadre du projet «Rijksmuseum & Slavery», le musée ajoute, de février 2021 à février 2023, 77 cartels aux « peintures et objets de la collection permanente qui explorent leurs relations avec l’esclavage colonial néerlandais », afin d'expliquer le lien entre l’œuvre et l’histoire de la traite et de l’esclavage par les Pays-Bas.
Le 19 décembre 2022, le premier ministre néerlandais, Mark Rutte, présente les excuses de son pays et qualifie, pour la première fois, l’esclavage pratiqué autrefois par son pays en tant que crime contre l’humanité. Plusieurs de ses ministres se rendent dans sept anciennes colonies, au Suriname et dans les Caraïbes pour relayer ces excuses. Après salué salué fin 2022 les excuses présentées par le gouvernement, le 1er juillet 2023, le roi Willem-Alexander présente des excuses officielles au nom de la famille royale, qui s'était enrichie entre 1675 et 1770 grâce à la traie et l'esclavage pour un montant équivalant à 545 millions d’euros.
Une grande partie de l’opinion néerlandaise (60 % selon un sondage réalisé en 2022) serait toujours hostile à des excuses, tandis que les monuments à la mémoire des esclaves sont vandalisés. Les partis d’extrême droite Parti pour la liberté et Forum pour la démocratie y sont particulièrement opposés. Mark Rutte était initialement, comme la plupart de ses prédécesseurs, hostile à une telle démarche, avant de changer d'avis après des rencontres avec des représentants de communautés originaires d'anciennes colonies.